# Sainte-Maure-de-Touraine
Pour les articles homonymes, voir Sainte-Maure (homonymie).
Cet article concerne la commune. Pour le fromage, voir Sainte-maure de touraine.
Sainte-Maure-de-Touraine (prononcé /sɛ̃t mɔʁ də tuʁɛn/) est une commune française du département d'Indre-et-Loire, dans la région Centre-Val de Loire.
Ses habitants sont appelés les Sainte-mauriens, Sainte-mauriennes. Sainte-Maure-de-Touraine est la deuxième commune la plus peuplée de l'arrondissement de Chinon après la ville de Chinon.
La commune est connue pour la fabrication d'un fromage de chèvre, le sainte-maure-de-touraine.

## Géographie

### Localisation
Géographiquement situé au sud du département d'Indre-et-Loire, la commune est desservie par l'autoroute A10 par la sortie no 25 et la RD910 (déclassement de l'ancienne nationale 10). Elle est située à mi-chemin entre Châtellerault et Tours. Paris est à 275 km par l'autoroute A10.
Sainte-Maure-de-Touraine, commune ayant le statut de bureau centralisateur de son propre canton, est située dans l'arrondissement de Chinon, unité administrative appartenant au département d'Indre-et-Loire, en région Centre-Val de Loire,.
En matière de gestion administrative pour le quotidien et l'emploi de ses habitants, la ville tourangelle se trouve par ailleurs rattachée à son propre bassin de vie, mais également à la zone d'emploi de Tours, subdivisions qui concentrent respectivement 11 et 212 communes,.

### Communes limitrophes
Sainte-Maure-de-Touraine est délimitée, dans le sens des aiguilles d'une montre, au nord par la commune de Sainte-Catherine-de-Fierbois, distante, « à vol d'oiseau », de 5,6 km ; par Le Louroux et Bossée, villes respectivement distantes de 13,8 km et 8,4 en direction du nord-est ; par la commune de Sepmes, située à 6,4 km en direction de l'est ; par la ville de Draché, localisée à 6,4 km en direction du sud-est ; par la commune de Maillé, distante de 7,3 km en axe sud ; par la ville de Pouzay, située à 7,2 km, en direction du sud-ouest ; par Noyant-de-Touraine, distante de 4,4 km, en axe ouest ; et par la commune de Saint-Épain, localisée à 7,1 km en direction du nord-ouest.
| - OpenStreetMap Limites territoriales de Sainte-Maure-de-Touraine. - Sainte-Maure-de-Touraine et ses communes limitrophes. |

| Saint-Épain        | Sainte-Catherine-de-Fierbois | Le Louroux, Bossée |
| Noyant-de-Touraine | Sainte-Maure-de-Touraine     | Sepmes             |
| Pouzay             | Maillé                       | Draché             |

### Géologie et relief
Sainte-Maure-de-Touraine se développe sur une superficie totale de 40,41 km2, son altitude s'échelonnant entre une valeur minimale de 58 m et une cote maximale de 122 m,.
Globalement, le territoire communal s'établit à la charnière de l'extrémité sud du Bassin parisien (partie méridionale de la Touraine) et des marges septentrionales du Poitou. La plaine alluviale de la Vienne creuse un sillon de 3 km de large. La région de Sainte-Maure est caractérisée par la présence d'un vaste plateau qui se développe dans les parties est et nord-est. Au sud et sud-ouest, ce relief présente une sensible déclivité incisée par les vallées de la Manse et l'Esves. En outre, le plateau saint-maurien repose sur un substratum de nature turono-sénoniennne et arrive aux contacts du bassin falunien de Manthelan (formé à l'Helvétien), situé au nord-est, et de la dépression sédimento-lacustre de Neuilly-le-Brignon, établie au niveau de ses marges sud-orientales.
La plus ancienne formation géologique du sous-sol saint-maurien pouvant être caractérisée est indexée au Jurassique. Localement, cette assise lithostratigraphique affecte des points de concordance avec le socle armoricain. Les sondages effectués sur des étages sédimentaires s'échelonnant du Briovérien au Silurien, essentiellement composés de schistes et de quartzophyllades, ont permis de révéler deux éléments significatifs : d'une part, dans la partie nord-ouest, la présence d'un massif géologique intrusif (discordant) issu de la batholite du Saumurois et se développant jusque dans le synclinorium d'Angers ; et d'autre part, dans la partie sud, l'existence de bassins permo-carbonifères, dont les caractéristiques sont proches de ceux observés à Ligueil et Ciran. Ces bassins, qui impriment au sous-sol des zones de creux ultérieurement remplies par l'apport d'éléments d'érosion, résultent de l'orogénèse hercynienne. Les plus anciennes strates sédimentaires, qui présentent de nombreuses failles ont été soumises à d'importants phénomènes d'érosion et de plissement. Les couches sédimentaires les plus récentes manifestent, quant à elles, de sensibles déformations induites par l'anticlinal de Richelieu, le synclinal de Chinon / Descartes, l'anticlinal de Ligueil et la partie méridionale du synclinal d'Esvres.
Les zones affleurentes les plus anciennes, superposées à l'assise du Jurassique supérieur se sont formées au cours du Cénomanien (marqué « c1-2 »). Ces couches sédimentaires présentent des discordances et des transgressions (apparaissant sous forme de subsidences), lesquelles sont dues aux submersions survenues cours du Crétacé supérieur. Cet étage stratigraphique est constitué, au niveau médian, de sables de Vierzon (« c1-2a ») apparaissent à l'extrémité sud-ouest de Sainte-Maure. Ils sont composés de sables de type glauconieux et quartzeux. La strate des sables de Vierzon, s'étendant en axe oblique, comporte de nombreux fossiles, notamment des restes d'Exogyra columba, d'Ostrea suborbiculata, de plusieurs espèces de Terebratella ainsi que d'Ectoprocta. Le Crétacé saint-maurien observe également une strate supérieure de roches marnières à Ostreidæ (« c2 b »), composées de marnes à caractère glauconieux comportant des restes de foraminifères et de calcaires bioclastiques ; et des couches inférieures formées au Turonien (« c3 ») caractérisées par la présence de craie de couleur blanche à Inoceramia, de tuffeau blanc et jaunâtre et de roches sédimentaires détritiques,,,. La strate formée au cours du Sénonien (« c4-6S »), composée de trois types de roches à dominante d'argiles de couleur blanche amalgamées à des silex et des Poriferæ à membrane siliceuses. Au sein de cette strate, qui complète l'étage daté du Crétacé, des sables quartzeux ont été également mis en évidence.
Les affleurements attribués aux époques de l'Éocène et de l'Oligocène, à caractère détritique, sont représentés par 3 faciès : une argile plurichromatique associée à du silex et des fossiles spongiaires sénoniens remaniés (« eA »), un faciès essentiellement rencontré à l'extrémité sud-est de Sainte-Maure ; des conglomérats, dénommés « perrons », comportant également du silex lié à des éponges fossilisées datées du Sénonien (« eP »), roches disséminées sur la totalité du territoire communal, bien que possédant une plus forte densité au nord-est ; et enfin des dépôts constitués de calcaires et marnes lacustres meuliérisés (« e7b-g1 »), le tout probablement formé au Ludien supérieur / Stampien inférieur (mais de type Sannoisien certain) et se trouvant au cœur du synclinal de Descartes.
Les limons des plateaux (« LP ») sont disposés en arc de cercle dans les marges nord-ouest nord-est et sud-est du territoire communal. Ces dépôts du Quaternaire, composés d'un agglomérat de sables, de graviers, d'éléments limoneux et d'argiles à faibles diamètres granulométriques, prennent appui sur une assise faite d'un cailloutis de 1 à 10 cm d'épaisseur.
Enfin, deux placages d'alluvions anciens, constitués de sables, de graviers et de galets (« Fu »), sont respectivement situés à l'ouest et au sud-ouest de Sainte-Maure et établis à plus de 40 m au-dessus de la Manse à son niveau d'étiage,.

### Hydrographie et hydrologie

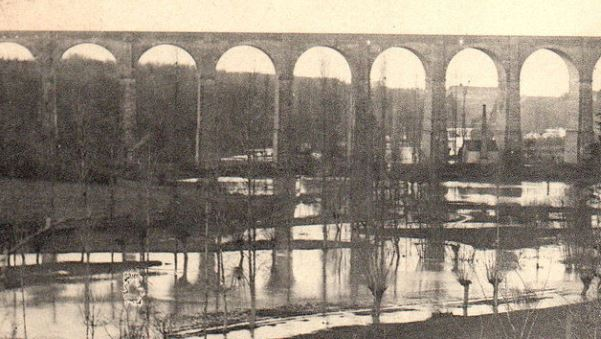
La Manse enjambée par le viaduc de Besnault, à Saint-Épain.

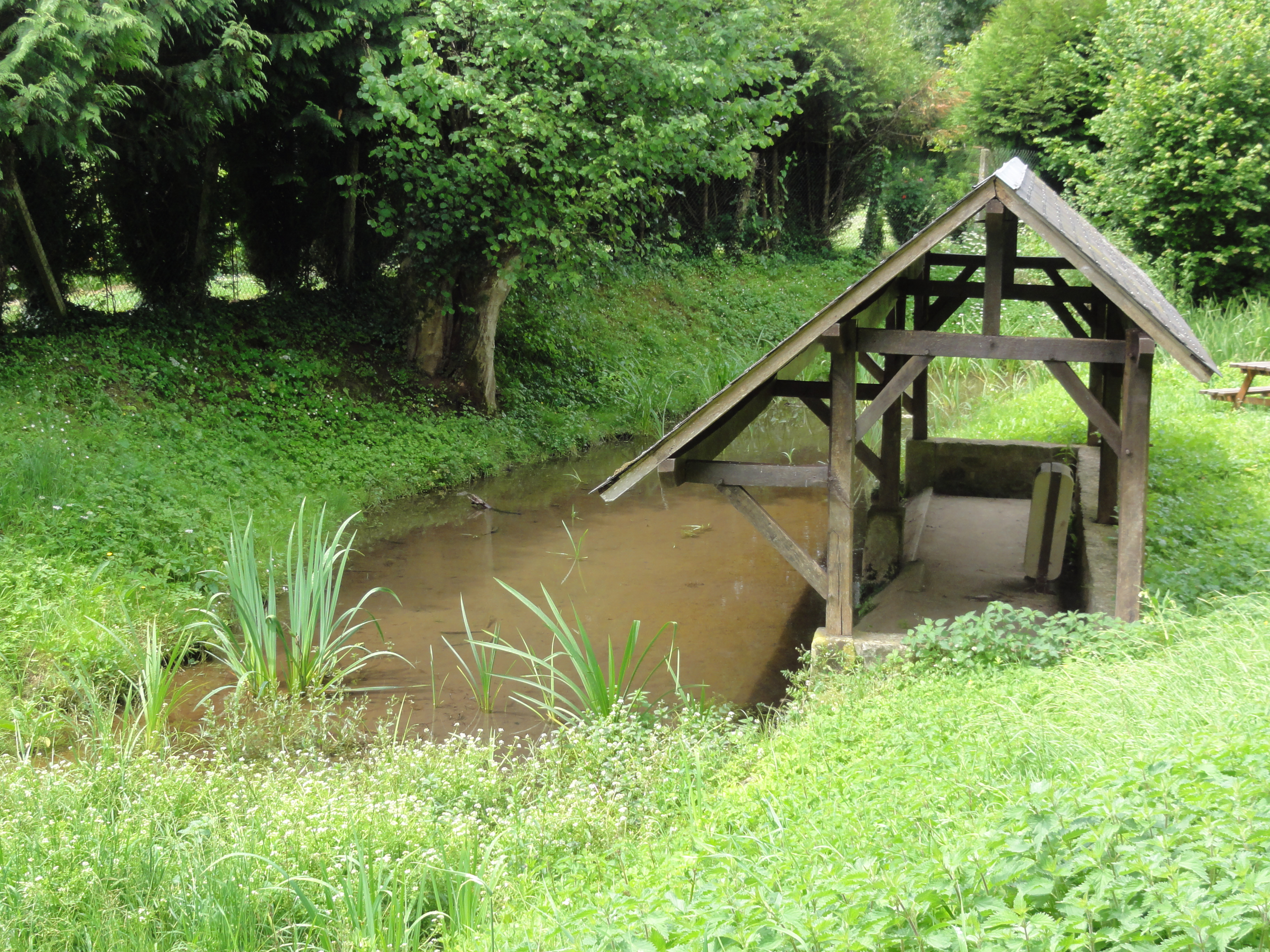
Le rû du Courtineau (ici, à Saint-Épain).

Le territoire communal est irrigué par la Manse, un affluent de la Vienne dont le parcours évolue sur une longueur de 30,5 km. La commune est également irriguée par le Courtineau, un rû de « classe 4 » qui délimite le territoire de Sainte-Maure avec celui de Saint-Épain. Il se développe sur une longueur totale d'environ 10,7 km, prenant sa source à Louans, traverse la ville de Sainte-Catherine-de-Fierbois et vient se jeter dans la Manse, à la frontière extrême-ouest de Sainte-Maure,,. Les mesures hydrologiques de ce ruisseau, cours d'eau, qui possède un coefficient de Pardé — ou « Pk », autrement dit le rapport du débit mensuel sur le module — estimé à 994 855,022, sont relevées au niveau de la station de Sainte-Maure, située en aval du pont du « chemin Souvres ».
Les données hydrologiques de la Manse, rivière dont le bassin versant se déploie sur une superficie de 186 km2, sont observées au niveau de la station de Crouzilles (lieu-dit de « la Couture »), établissement ouvert depuis le 11 juin 2013,. Sur une période de 944 jours (période d'observation effectuée de 2015 à 2017), le régime de la Manse présente un régime variant entre une valeur minimale de 0,186 m3/s et une valeur maximale de 7,230 m3/s. Pour la même période, le débit instantanné maximale de la rivière tourangelle est estimé à 18,70 m3/s, tandis que son régime journalier maximal est de l'ordre de 13,30 m3/s. En février 2014, le niveau de ce cours d'eau a été jaugé à une hauteur maximale de 1,52 m.
Le réseau hydrographique de Sainte-Maure est complété par de petits cours d'eau, dont la « Manse de Mareille », également dénommée « ruisseau de Souvres » ; le ruisseau de la Jugeraie ; et enfin le rû du Puchemin. Ces trois ruisseaux font partie du bassin de la Manse.
Quatre zones humides ont été répertoriées sur la commune par la direction départementale des territoires (DDT) et le conseil départemental d'Indre-et-Loire : « la vallée de la Manse de Sainte-Maure-de-Touraine à Saint-Epain », « la vallée de Courtineau », « l'étang de la Jugeraie » et « la vallée de la Manse de la Roche Ploquin au Gué Blandin »,.

### Climat
Pour des articles plus généraux, voir Climat du Centre-Val de Loire et Climat d'Indre-et-Loire.
En 2010, le climat de la commune est de type climat océanique dégradé des plaines du Centre et du Nord, selon une étude du CNRS s'appuyant sur une série de données couvrant la période 1971-2000. En 2020, Météo-France publie une typologie des climats de la France métropolitaine dans laquelle la commune est exposée à un climat océanique altéré et est dans la région climatique  Moyenne vallée de la Loire, caractérisée par une bonne insolation (1 850 h/an) et un été peu pluvieux. 
Pour la période 1971-2000, la température annuelle moyenne est de 11,2 °C, avec une amplitude thermique annuelle de 14,5 °C. Le cumul annuel moyen de précipitations est de 686 mm, avec 10,7 jours de précipitations en janvier et 6,4 jours en juillet. Pour la période 1991-2020, la température moyenne annuelle observée sur la station météorologique de Météo-France la plus proche, sur la commune de Saint-Épain à 7 km à vol d'oiseau, est de 12,3 °C et le cumul annuel moyen de précipitations est de 745,6 mm,. Pour l'avenir, les paramètres climatiques de la commune estimés pour 2050 selon différents scénarios d'émission de gaz à effet de serre sont consultables sur un site dédié publié par Météo-France en novembre 2022.

### Voies de communication et de transport
Sainte-Maure est desservie par l'autoroute A10, une artère qui traverse son territoire en axe nord-sud. Le territoire communal est en outre émaillé d'un réseau routier comprenant notamment un tronçon de la D 760, de la D 910 et de la D 59,.
L'accès au transport ferroviaire est disponible à la gare de Sainte-Maure - Noyant, une halte localisée sur la commune de Noyant-de-Touraine et desservie par les lignes TER Centre Val-de-Loire et Poitou-Charentes. Ces lignes régionales assurent la liaison avec l'itinéraire Paris-Bordeaux,.

## Urbanisme

### Typologie
Au 1er janvier 2024, Sainte-Maure-de-Touraine est catégorisée bourg rural, selon la nouvelle grille communale de densité à sept niveaux définie par l'Insee en 2022.
Elle appartient à l'unité urbaine de Sainte-Maure-de-Touraine, une unité urbaine monocommunale constituant une ville isolée,. Par ailleurs la commune fait partie de l'aire d'attraction de Tours, dont elle est une commune de la couronne,. Cette aire, qui regroupe 162 communes, est catégorisée dans les aires de 200 000 à moins de 700 000 habitants,.

### Occupation des sols
L'occupation des sols de la commune, telle qu'elle ressort de la base de données européenne d’occupation biophysique des sols Corine Land Cover (CLC), est marquée par l'importance des territoires agricoles (81,5 % en 2018), en diminution par rapport à 1990 (85,6 %). La répartition détaillée en 2018 est la suivante : terres arables (64,5 %), zones agricoles hétérogènes (11,6 %), forêts (9,2 %), zones urbanisées (7,6 %), prairies (5,4 %), zones industrielles ou commerciales et réseaux de communication (1,6 %). L'évolution de l’occupation des sols de la commune et de ses infrastructures peut être observée sur les différentes représentations cartographiques du territoire : la carte de Cassini (XVIIIe siècle), la carte d'état-major (1820-1866) et les cartes ou photos aériennes de l'IGN pour la période actuelle (1950 à aujourd'hui).

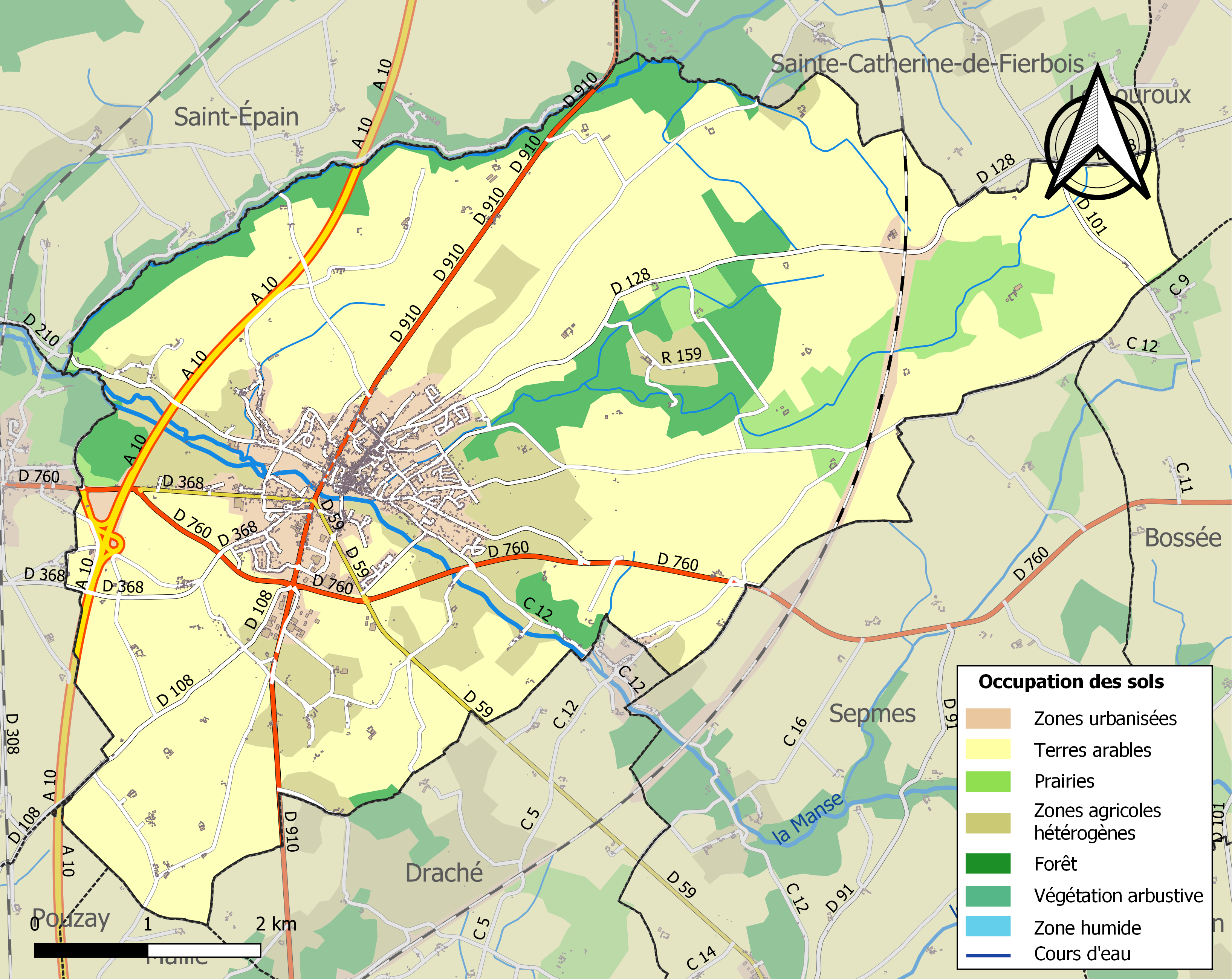
Carte des infrastructures et de l'occupation des sols de la commune en 2018 (CLC).

### Morphologie urbaine

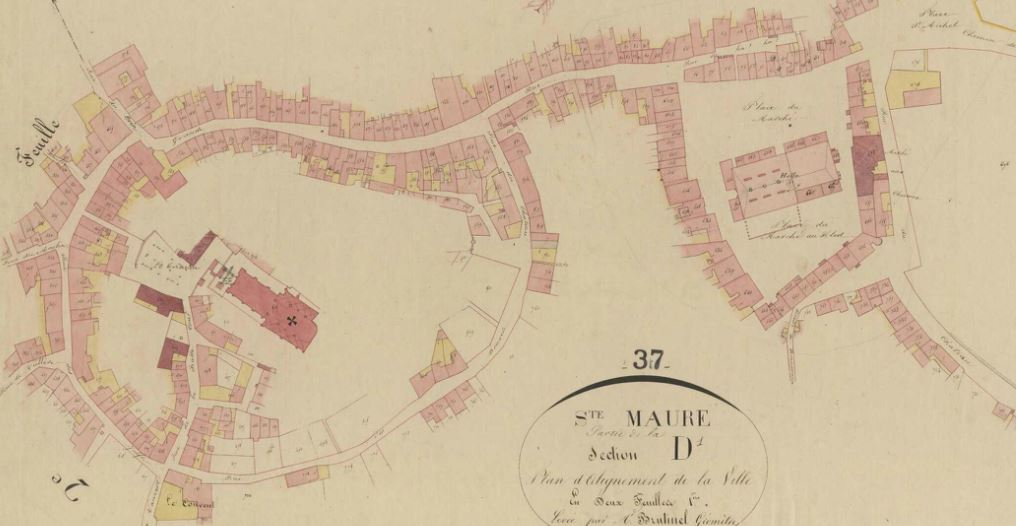
Centre historique de Sainte-Maure, sur le plan cadastral napoléonien de 1827.

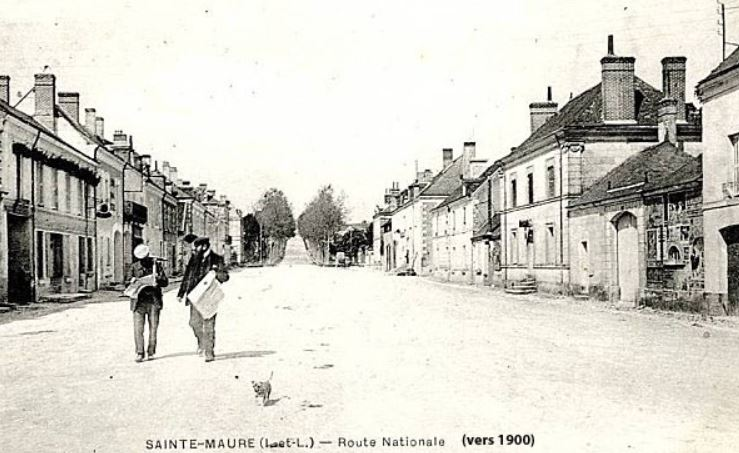
Sainte-Maure vers 1900 traversée par la route nationale 10.

Sainte-Maure-de-Touraine s'est constituée à l'intersection de deux grands axes : un axe nord-sud allant de Tours à Châtellerault et un axe est-ouest partant de Loches jusqu'à Chinon. Au Bas Moyen-Âge, l'espace urbain se développe autour du promontoire sur lequel se dressent son château et son église. Des îlots de surfaces bâties se forment ensuite sur les coteaux s'étendant entre le promontoire et la Manse, au sud. Les activités marchandes de Sainte-Maure allant en s'accroissant, un nouveau quartier (l'actuelle place du Champs de Foire) à plan carré et ayant pour point central le bâtiment des halles, situé au nord du promontoire, apparaît au cours du Haut Moyen Âge. Ce nouvel espace bâti se structure autour de l'actuelle rue du Docteur Patry, de la rue de Loches, ainsi qu'au sein d'un second quartier périphérique au pôle marchand des Halles, qui prend son essor autour de l'ancienne rue de la Juiverie. Durant la période comprise entre le haut Moyen Âge et la révolution de 1789, l'urbanisation s'accroît le long des voies de communication. Au XVIIIe siècle, la morphogie urbaine de la cité sainte-maurienne marque un important changement avec l'aménagement de la route nationale 10. Les nouveaux secteurs d'habitat s'organisent en bordure de l'axe routier, situé à l'ouest du centre historique. Postérieurement, la comparaison de la carte d'état-major du XIXe siècle et d'une carte de l'IGN datée des années 1950, montre que la densification du bâti tend à évoluer principalement autour de la route nationale.

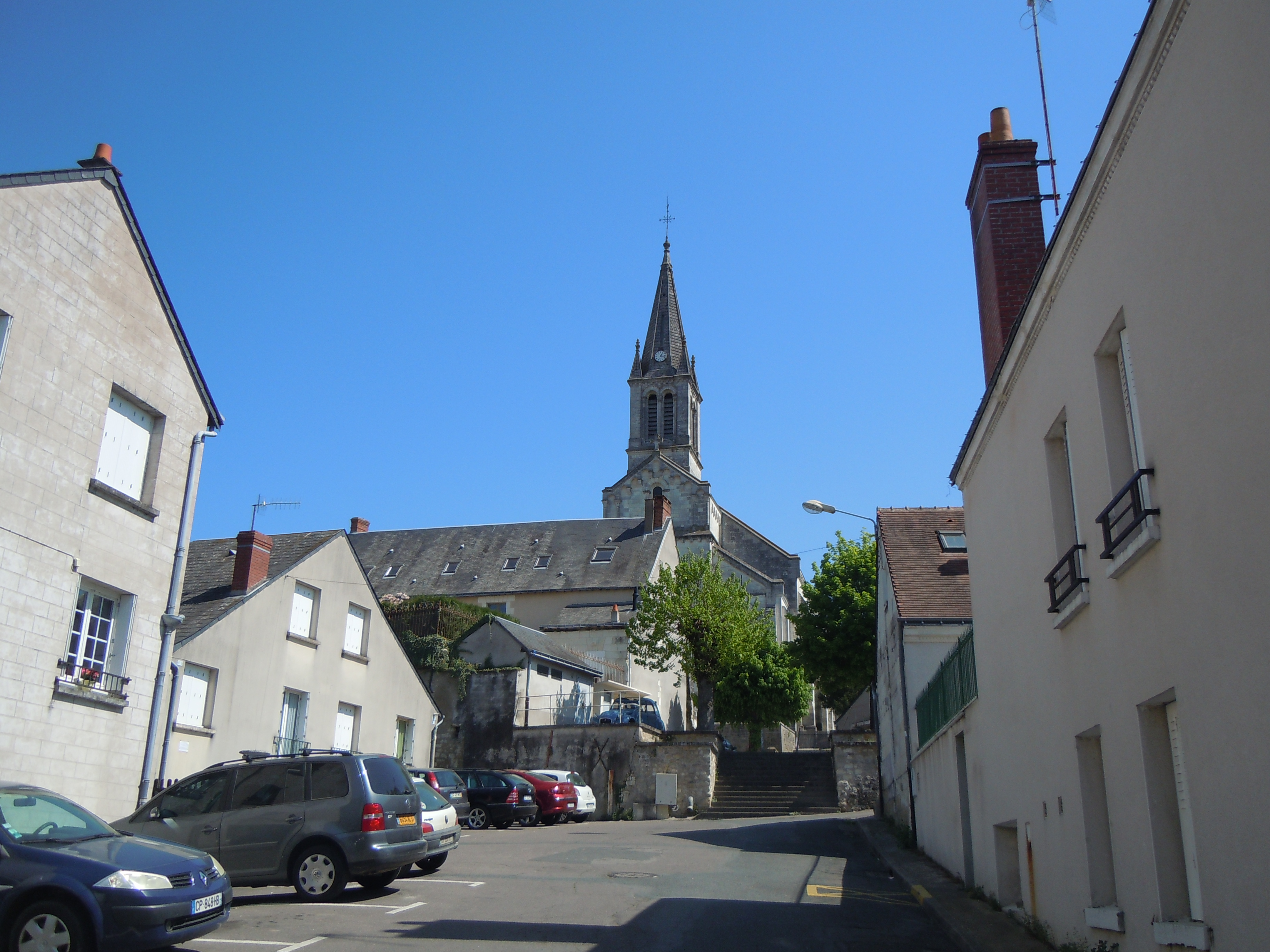
Rue de l'église.

Le centre-bourg est construit sur un promontoire qui surplombe les vallées de la Manse et de la Jugeraie. Le plan local d'urbanisme (PLU) de 2013 fait état de quatre espaces communaux distincts. Le premier espace, la zone urbaine, appelée « zone U », inclut les secteurs aménagés de bâtis et ceux disposant d'infrastructures publics construites ou en cours de construction. L'espace à urbaniser, appelé « zone AU », comporte les terrains de type naturel dont la vocation est de s'ouvrir à l’urbanisation. Ces parcelles ne disposent pas, ou peu, d'équipements publics. L'espace agricole, appelé « zone A », inclut les terrains, aménagés ou non-aménagés d'équipements destinés à être préservés pour leurs potentiel d'exploitation agricole — agronomique, biologique et économique. Enfin le quatrième espace, la zone naturelle, appelée « zone N », comporte les terrains à conserver pour leur potentiel naturel. Cette zone regroupe les habitats écologiques (ou sites naturels), les paysages naturels.
La zone à urbaniser (AU) recouvre un total de 100,8 hectares dont 25,1 hectares de surface construite. Cette aire regroupe 11 secteurs répartis en périphérie et à l'ouest du cœur de ville.
Le territoire est parsemé de hameaux et de fermes occupant des plateaux dédiés aux cultures. En outre, la présence de nombreux sites naturels imprime une forte influence sur le paysage urbain de Sainte-Maure. La commune, au niveau du coteau bordant la vallée de la Manse de Mareille (ou vallée de Courtineau), mais également autour de la « vallée des Coteaux », est aménagée d'habitations troglodytiques et semi-troglodytiques. Parmi ces sites creusés à même la roche, se trouvent la « cave des Bohèmes » ou « cave des Romains », une structure de 6 × 5 m, à vocation d'habitat et d'entreposage du blé ; les « caves de la Peuvrie », qui se présentent sous la forme de galeries contigües les unes aux autres et qui ont été aménagées en salles de marché et de réceptions ; ou encore les « caves de la Belle Image », une ancienne carrière datée du VIIIe siècle et réaffectée en caves au cours des XVe – XIXe siècle. Les carrières de la Belle-Image, qui sont situées au sein du sous-sol du centre historique, ont fourni des blocs de pierre servant à édifier les bâtiments de la commune. Des travaux de confortement ont été opérés sur certaines de ces cavités.

### Logement
Le tableau ci-dessous révèle les principales données chiffrées et établies en 2014 afin de comparer l'état du domaine du logement à Sainte-Maure-de-Touraine et celui de l'ensemble de l'Indre-et-Loire, :
|                                                        | Sainte-Maure-de-Touraine | Indre-et-Loire |
| ------------------------------------------------------ | ------------------------ | -------------- |
| Part des résidences principales (en %)                 | 88,1                     | 87,7           |
| Part des logements vacants (en %)                      | 4,1                      | 7,1            |
| Part des ménages propriétaires de leur logement (en %) | 62,9                     | 59,1           |

Par rapport à la situation générale du logement en Indre-et-Loire, la proportion plus faible des logements vacants, dont le taux atteint 4,1 % du parc d'habitations à Sainte-Maure-de-Touraine contre 7,1 % au niveau départemental, augmente les parts des résidences principales et secondaires de la commune, respectivement estimées à 88,1 et 7,8 %,. Par ailleurs, 62,9 % des occupants de ces résidences principales en sont propriétaires, taux sensiblement supérieur à celui du département qui s'élève à 59,1 %,.
D'autre part, 1304 résidences principales ont été construites à Sainte-Maure-de-Touraine depuis 1946, ce qui représente une proportion d'environ 69,3 % du parc immobilier concernant ce type de logement. Entre 1971 et 1990, 546 logements ont été bâtis et 354 sur la période allant de 1991 à 2011. Enfin, concernant l'exercice 2014, sur l'ensemble des habitations recensées au sein du territoire communal, 81,8 % d'entre elles sont des maisons individuelles.

### Lieux-dits et hameaux
La liste qui suit, non exhaustive, rassemble les principaux lieux-dits, écarts et hameaux attestés sur le territoire de Sainte-Maure-de-Touraine :
- Aiguets (les)
- Anzay
- Archambaults (les)
- Aunais (les)
- Bailletière (la)
- Baudières (les)
- Barangeraie (la)
- Beauchêne
- Berde-à-vide
- Belair
- Bellevue
- Billotière (la)
- Bois-Chaudron
- Boisselière (la)
- Boissemé
- Bonneaux (les)
- Bonvalet
- Boulinière (la)
- Boumellière (la)
- Boumiers
- Brechetière (la)
- Canterie (la)
- Cave-de-Bohème (la)
- Chanteraine
- Chatelet (le)
- Chaume (le)
- Chaumette (la)
- Chêne-Dorlin (le)
- Cochetière (la)
- Cossonnières (les)
- Croix-Camus (la)
- Croneraie (la)
- Crottiers
- Crorons (les)
- Darnière (la)
- Ferraudière (la)
- Fillaudière (la)
- Folie (la)
- Follet
- Fuie-de-Vaux (la)
- Fumerolles (les)
- Gagné
- Garnauderie (la)
- Grenouille
- Grand-Vaux
- Guaudinière (la)
- Guilblandin
- Guettière (la)
- Joumeraie (la)
- Jugeraie (la)
- Liberté (la)
- Livonnière
- Neuville
- Mansellière (la)
- Maran
- Marchais (le)
- Maunils
- Menasson
- Meraudière (la)
- Patrière (la)
- Pesneaux (les)
- Petit-Bois (le)
- Peuvrie (la)
- Pointe (la)
- Pont-Gombaut
- Poteries (les)
- Pitières (la)
- Plessis (le)
- Pré
- Richandière (la)
- Roberdière (la)
- Robès (les)
- Sauves
- Simonneaux (les)
- Tonnellerie (la)
- Trianon
- Vau (le)
- Vauhereau
- Vauvert
- Vallière (la)

### Risques majeurs
Le territoire de la commune de Sainte-Maure-de-Touraine est vulnérable à différents aléas naturels : météorologiques (tempête, orage, neige, grand froid, canicule ou sécheresse), mouvements de terrains et séisme (sismicité faible). Un site publié par le BRGM permet d'évaluer simplement et rapidement les risques d'un bien localisé soit par son adresse soit par le numéro de sa parcelle.

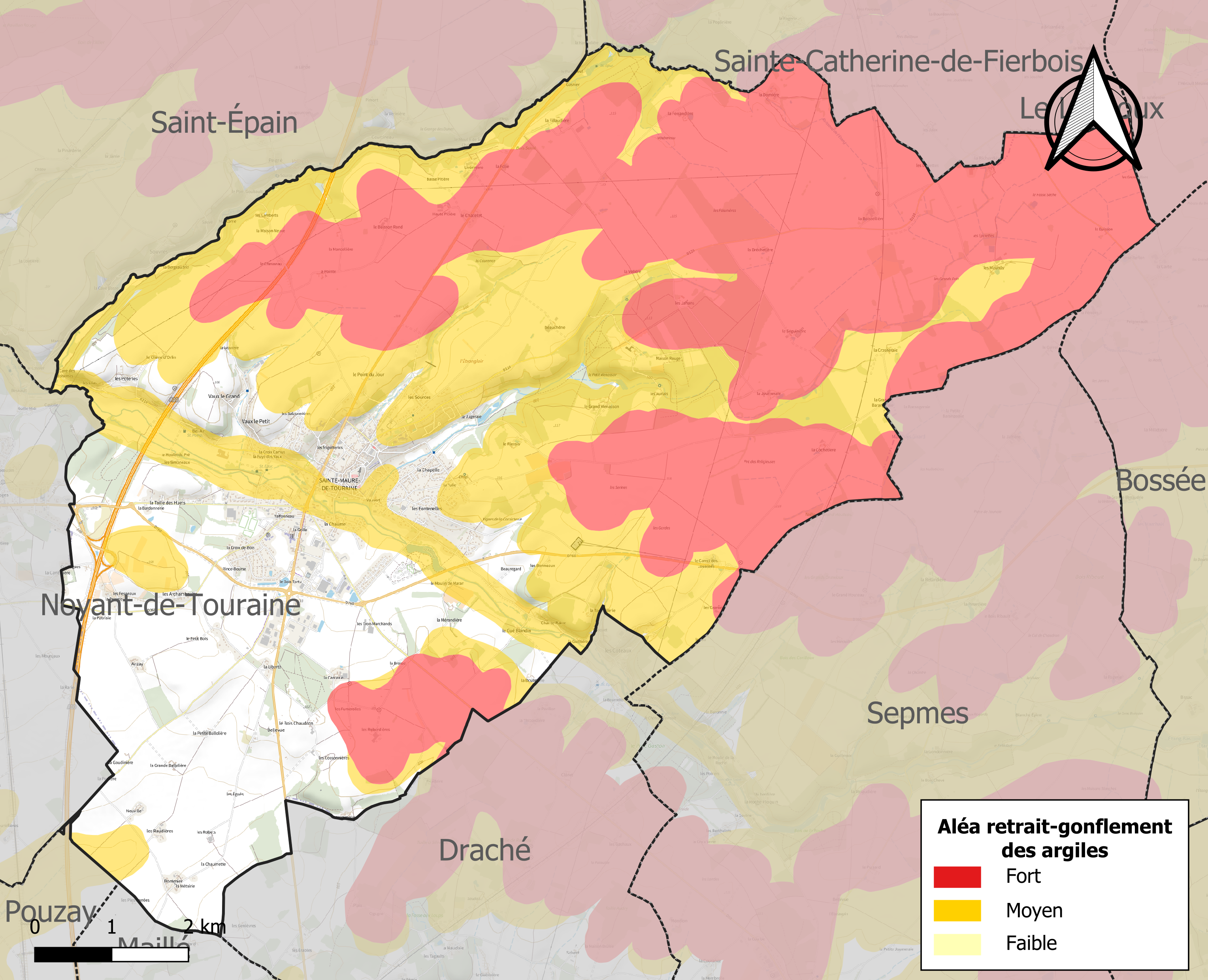
Carte des zones d'aléa retrait-gonflement des sols argileux de Sainte-Maure-de-Touraine.

La commune est vulnérable au risque de mouvements de terrains constitué principalement du retrait-gonflement des sols argileux. Cet aléa est susceptible d'engendrer des dommages importants aux bâtiments en cas d’alternance de périodes de sécheresse et de pluie. 73,2 % de la superficie communale est en aléa moyen ou fort (90,2 % au niveau départemental et 48,5 % au niveau national). Sur les 1 950 bâtiments dénombrés sur la commune en 2019, 703 sont en aléa moyen ou fort, soit 36 %, à comparer aux 91 % au niveau départemental et 54 % au niveau national. Une cartographie de l'exposition du territoire national au retrait gonflement des sols argileux est disponible sur le site du BRGM,.
Concernant les mouvements de terrains, la commune a été reconnue en état de catastrophe naturelle au titre des dommages causés par la sécheresse en 1996 et 2003 et par des mouvements de terrain en 1999.

## Toponymie
| Évolution chronologique des mentions du castrum, du castellum, de la paroisse, puis de la commune, : - Arciacum : VIe siècle, titres de Marmoutier et de l'abbaye de Noyers ; - Castrum et Castellum de Sancti Mauræ : XIe siècle, titres de Marmoutier et de l'abbaye de Noyers ; - Parochia de Sancti Mauræ, S. Maximi de Sancti Maura : XIIIe siècle, Cartulaire de l'archevêque de Tours ; - Sainte-More : 1293, charte de Liget ; - Sainte Maure : 1784, carte de Cassini ; - Maure-libre : an II du calendrier républicain (1793) ; - Sainte-Maure : 1827, Plan cadastral napoléonien. |

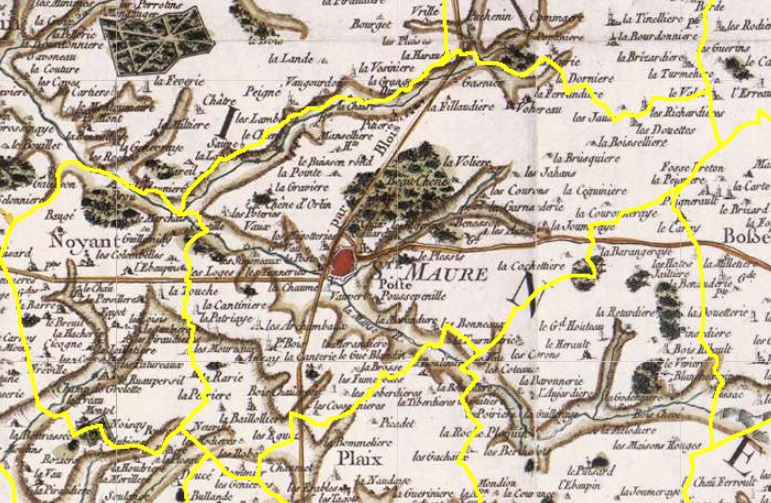
Extrait d'une carte de Cassini.

La commune est mentionnée pour la première fois sous le terme latin Arciacum au cours du Ve  puis au  VIe siècle,. Ce nom, composé du suffixe « -(i)acum », est dérivé de Artiacum, un mot formé à l'époque gallo-romaine. Son toponyme apparaît ensuite sous la forme « castellum S. Maure » au XIe siècle, puis sous les termes « Sainte More » en 1293.
Pour le géographe Roger Brunet, le terme « Maure » est issu du latin Maurus, mot qui renvoie à la notion « de Mauritanie » et évoluant vers l'équivalent de « très brun » ou « noir ».
L'étude de la microtoponymie locale relève, entre autres, le toponyme de « Boumiers », ou « Bommiers », le nom d'un village rattaché au territoire saint-maurien, et un terme dont il est fait mention en 638 sous la forme « Buymet ». En outre, deux microtoponymes, la « Ferrandière » (ou la « Ferraudière ») et les « Champs noirs », indiquent que les sites qui portent ces noms seraient probablement associés à d'anciennes activités métallurgiques, dont notamment le travail du fer. La « Croneraie », issu du terme « crône » ou « crosne », renvoie à la notion de trou ou de puits excavé par l'eau et se trouvant à proximité d'un cours,.

## Histoire

### Préhistoire

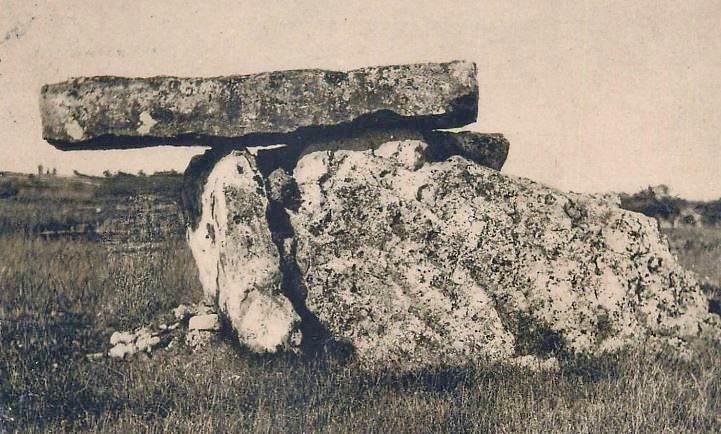
Le dolmen de Boumiers, découvert à l'éperon des Deux Manses.

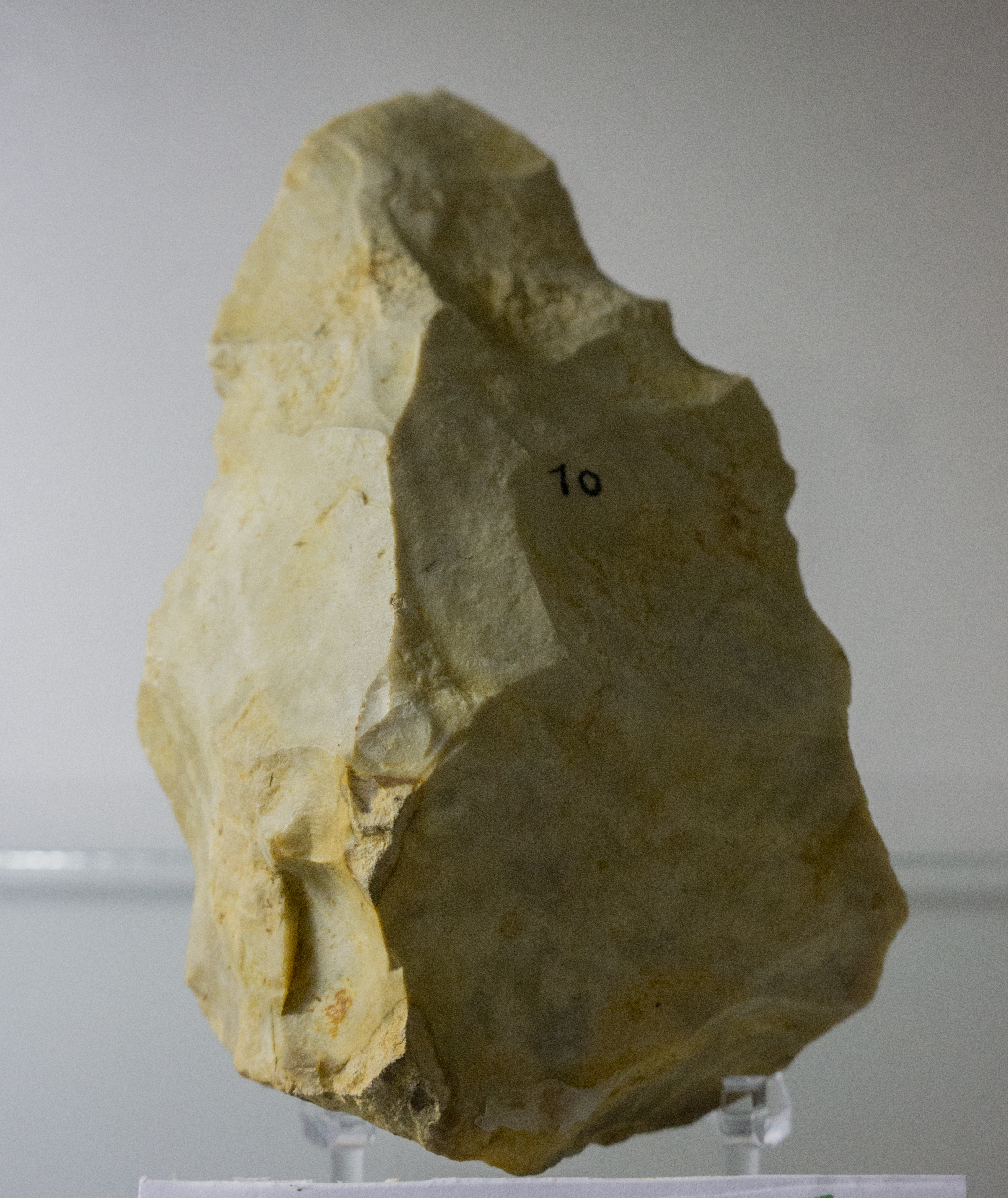
Poing Acheuléen comparable à celui découvert à Sainte-Maure.

Une industrie lithique est attestée sur le territoire communal dès l'ère du Paléolithique. Les fouilles entreprises à Sainte-Maure-de-Touraine ont révélé deux gisements attribués à cette période : au lieu-dit de la « Séguinière », des outils datés du Chelléen et sur le site des « Terres-Jaunes », du matériel daté du Moustérien.
Au Néolithique, l'occupation humaine du territoire communal se révèle notamment par la présence d'un dolmen, dénommé « dolmen de Boumiers » (ou « Bommiers »), structure mise en évidence au lieu-dit de la « Pierre Fondue », mais également l'implantation de nombreux autres sites mégalithiques et gisements, l'ensemble disséminé sur le plateau de Sainte-Maure,. La structure mégalithique est formée de 6 blocs composés de craie spathique et de grès. La table du dolmen, d'aspect plane et triangulaire, prend appui sur 4 orthostates,. Le site des Deux Manses, établi à 3 km au nord-ouest du centre-bourg, a livré de nombreux artéfacts se présentant notamment sous forme d'outils lithiques, tels qu'un biface de faciès acheuléen, des grattoirs, des perçoirs, un percuteur et une hache polie, et dans une moindre mesure, sous forme de matériel offensif, telles que des lames et une hache fabriquée en bronze.

### Protohistoire et Antiquité
À l'âge du fer, le territoire communal, faisant alors partie intégrante de la civitas des Turones, est notamment marqué par l'implantation d'un oppidum,,. Ce complexe urbain protohistorique, dénommé « oppidum des deux Manses » en raison de sa proximité avec le point de confluence des eaux de la Manse et de la petite Manse (ou « Manse de Mareille »), recouvre une surface d'environ 10 ha,,. Le site est entouré d'une enceinte fortifiée à éperon barré,. La fondation de l'oppidum des « Deux Manses », attribuée à la période laténienne dite « moyenne » — ou La Tène B, aux environs de 200 av. J.-C. —, succède à un complexe rural datant du milieu du Ve siècle av. J.-C. (début du second Âge du fer ou La Tène ancienne),,.
Un espace funéraire de petite taille, approximativement attribué à La Tène, a été mis en évidence sur le site des « Vignes de la Cornicherie ». Cet ensemble, comparable, de par sa densité, à celui découvert à Esvres, est constitué de plusieurs enclos à plan carré. Bien que le complexe des Vignes de la Cornicherie ait une très probable vocation funéraire, celui-ci s'est révélé totalement dépourvu de sépultures.
Au cours de l'époque gallo-romaine, le site de Sainte-Maure, établi dans la basse vallée de la Vienne, se présente telle une agglomération secondaire.
L'éperon des Deux Manses montre une continuité d'utilisation au cours de l'époque gallo-romaine. Le vallum, probablement érigé à cette période, a délivré des scories, des fragments de roches ayant fait l'objet d'une cuisson et des tegulæ. Cet ouvrage fortifié délimite alors l'extrémité orientale du plateau saint-maurien,. Ce rempart est doublé d'un remblai dont la terre qui en a été dégagée a partiellement servi de matériau de construction du talus. Au début des années 1940, au sein des champs cultivés sur la parcelle cadastrale « Des Douves », les traces du fossé d'enceinte demeuraient encore visibles,.

### Moyen Âge
Un tertre a probablement été érigé à l'époque mérovingienne sur le territoire saint-maurien. Il renfermerait, selon les textes de l'évêque Euphrône, les dépouilles de sainte Maure et sainte Britte. Une chapelle, dans son premier état, aurait été élevée en surplomb de ce tumulus.
Au cours du Haut Moyen Âge, l'occupation du site de Sainte-Maure est notamment représentée par l'implantation d'une nécropole. Au sein de ce complexe funéraire, des sarcophages mérovingiens lors de prospection entreprises en 1866. Toutefois, en raison du peu d'indices matériels mis au jour et d'une absence de recherches plus approfondies, cet ancien cimetière n'a pas été précisément caractérisé tant dans sa datation, que dans son développement spatial et son contexte socio-culturel.

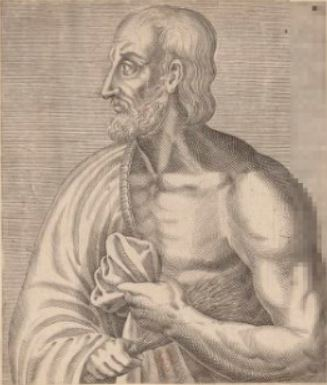
Foulques Nerra.

À la fin du Xe siècle, en 990, Sainte-Maure est marquée par l'arrivée de Foulques Nerra (dit « Foulques le Noir ») en Touraine. Le comte d'Anjou y fait alors bâtir une forteresse,. À partir du début du XIe siècle, la localité tourangelle est placée sous la prééminence des seigneurs de Sainte-Maure. Jusqu'au terme du Moyen-Âge, la ville appartient aux seigneurs de Sainte-Maure, d'abord à Goscelin, fondateur de la maison de Sainte-Maure, puis revient par droit de succession à Hugues Ier. Toutefois, Geoffroy Martel, reprenant la politique de conquête de son père Foulques de Nerra, s'empare à son tour du fief tourangeau en 1049,. Puis, le domaine sainte-maurien revient à nouveau dans le giron des seigneurs de Sainte-Maure, dont Hugues II, Guillaume et Guillaume de Pressigny.
Au Moyen Âge central, vers le XIe et XIIe siècles, le site de Sainte-Maure se voit pourvu d'un bourg de type « rural ». À la différence de la plupart des centres urbains de Touraine qui ont été fondés à cette époque, celui de Sainte-Maure ne s'est pas constitué autour d'un château et/ou d'une église. À ce titre, le bourg sainte-maurien a été doté, postérieurement à sa création, d'un édifice religieux. À cette même période, alors que le centre de la paroisse tourangelle dispose d'une forteresse érigée sous l'impulsion du comte d'Anjou Foulques de Nerra depuis la fin du Xe  et début du  XIe siècle, le toponyme de la paroisse de Sainte-Maure, en raison de la présence d'un mur de fortifications venant l'enceindre, se révèle régulièrement accompagné du terme castrum. L'établissement du bourg paroissial est étroitement associé à une donation. Dans le cas de Sainte-Maure, il s'agit en l'occurrence d'un acte de transfert de biens afférent au prieuré de Saint-Mesmin.
Durant le XIIe siècle, un donjon, appelé la Tour Foubert, ou La Tabagie, est érigé sur les terres sainte-mauriennes de la ville de Tours. La tour, à plan carré et construite sur quatre étages, dispose de murs d'une épaisseur de 1,66 m. Le donjon était entouré d'une enceinte quadrangulaire englobant une surface de 9,22 ares.
En décembre 1323, Charles le Bel fait don du fief de Sainte-Maure au chapitre de Saint-Martin de Tours,,. Ces terres, dont l'exploitation amenait annuellement au finances royales des revenus s'élevant à 7 livres et 10 sous. À cette époque, bien que les membres de la famille féodale de Sainte-Maure portent toujours le nom de la ville éponyme, ces terrains ne font alors pas partie intégrante de leur domaine.

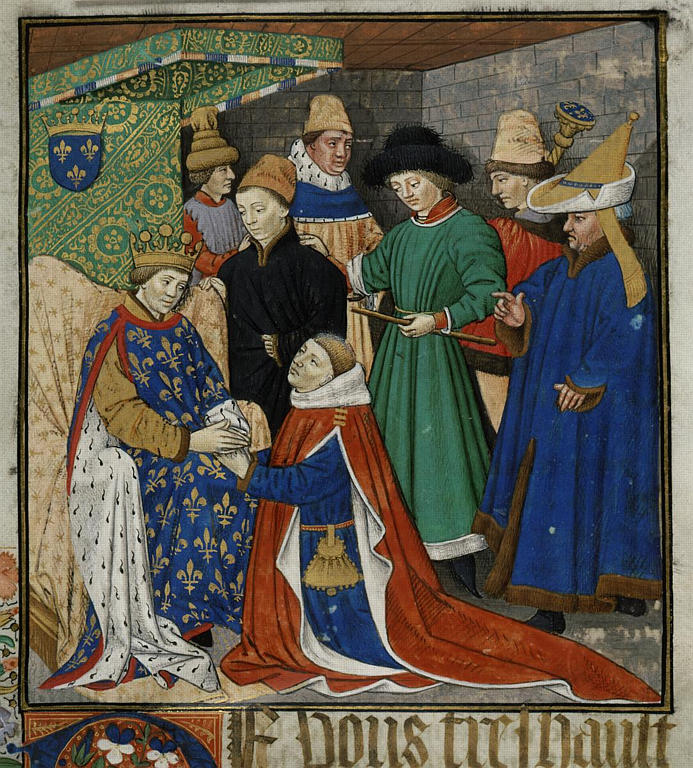
Hommage rendu en 1469 à René duc d'Anjou (le roi René) par Jean de Sainte-Maure, seigneur de Montgauger, et son fils Charles pour la baronnie de la Haie-Joullin en Anjou.

Vers le milieu du XVe siècle, la paroisse sainte-maurienne est érigée en châtellenie sous l'impulsion d'Aymard de La Rochefoucaud. En 1467, Jean d'Estouville, grand maître des arbalétriers et prévôt de Paris voit Sainte-Maure élevée au statut de baronnie,.

### Époque moderne
En février 1547, la baronnie de Sainte-Maure, alors réunie à celles de Montbazon et de Nouâtre, devient un comté, au bénéfice de Louis de Rohan. Trois ans auparavant, en 1542, les travaux permettant l'élévation d'une nouvelle enceinte fortifiée débutent. Ils sont alors supervisés par le maître d'œuvre Charles Estevou. À la mort de ce dernier, son cousin reprend le chantier de fortification et la construction de la muraille, pourvue de tours et aménagée d'une porte — la porte Vauvert —, trouve sa conclusion en 1577. Vers la fin du XVIe siècle, Sainte-Maure se voit inclus au domaine ducal de Montbazon, ce duché-prairie ayant été fondé au profit de Louis VII de Rohan-Montbazon.
Dès la seconde moitié du XVIe siècle, la paroisse tourangelle dispose d'un prétoire. Au sein de cette salle d'audience, la justice seigneuriale est alors rendue pour l'ensemble des paroisses appartenant au comté de Sainte-Maure. Le tribunal de Sainte-Maure, dont les pouvoirs relèvent « unement » du juge royal de Montbazon, est compétent pour les jugements en première instance de trois paroisses — Sainte-Maure-de-Touraine, Sainte-Catherine et Saint-Épain — et en renvoi d'appel pour sept autres — Draché, Maulay, Noyant, Pont-de-Ruan, Saint-Branchs, Sepmes, Trogues. À cette époque, la cour de justice de Sainte-Maure est composé d'un greffier, d'un procureur de cour et d'un bailli, tous trois désignés par le seigneur de Sainte-Maure. À partir de 1640, le bailli est remplacé par un sénéchal. La justice seigneuriale de Sainte-Maure est exercée jusqu'au début de la révolution, en 1789,.

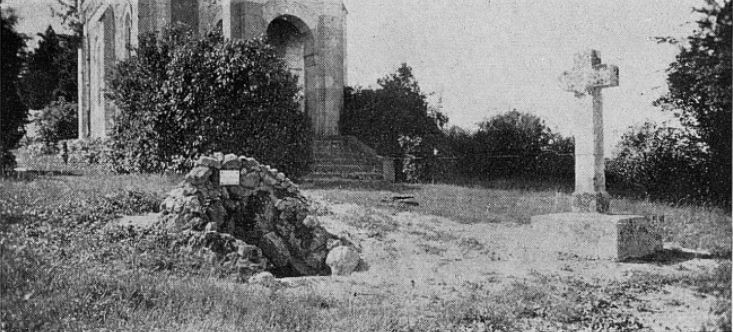
La croix de la chapelle.

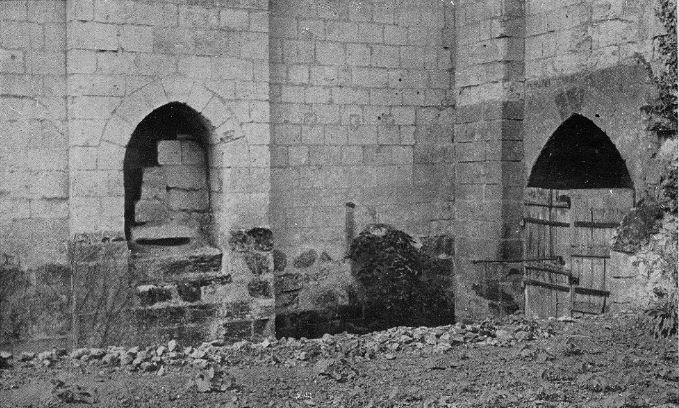
Le puits renfermant la source des Vierges.

Dans la seconde moitié du XVIIe siècle, la paroisse tourangelle est marquée par un important séisme soumettant de nombreux bâtiments du centre-bourg à la destruction. Ce tremblement de terre, survenu en date du 15 février 1657, est mentionné par la La Gazette, un périodique fondé par Théophraste Renaudot et se trouve postérieurement relayé par d'autres documents rédigés en Allemagne. Le journal de Renaudot fait également état de quelques habitants saint-mauriens ayant péri pendant cet événement sismique,. Néanmoins, en raison de leurs faiblesses et d'un manque de rédacteurs, les registres paroissiaux, les archives notariales et les documents d'intendance exécutés à cette époque et afférents à la commune, ainsi qu'aux territoires l'environnant, ne comportent aucune indication permettant d'attester le décès de ces personnes. En tenant strictement compte des éléments évoqués dans l'article de La Gazette, le séisme enregistré en 1657 aurait été de magnitude 7 à 8.
Le 8 juillet 1661, Louis XIV de retour de Saint-Jean de Luz, ville où il venait de se marier en application du traité des Pyrénées, et accompagné de son épouse Marie-Thérèse d'Autriche, fait étape à la forteresse de Sainte-Maure. Lors de ce court séjour, le roi amnistie l'ensemble des prisonniers incarcérés dans les cachots du château.
Sous l'Ancien Régime, par application d'un édit acté d'octobre 1694, la commune sainte-maurienne se révèle être l'une des 12 chambres de Touraine transformées en grenier à sel,. Le bâtiment de stockage du sel est alors attenant aux halles construites sous l'impulsion d'Anne de Rohan,. À partir de 1727, cette juridiction d'impôt sur le sel, dont Sainte-Maure-de-Touraine est le siège administratif, s'étend à d'autres communes,.
Dans la seconde moitié du XVIIIe siècle, une chapelle est élevée à proximité d'une source, dite la « Fontaine des Vierges », un site qui faisait jusqu'alors l'objet de pèlerinages fréquents,. Après avoir été accompagné d'une croix construite à quelques mètres de son portail, l'édifice, consacré aux saintes Maure et Britte, est inauguré le 8 avril 1760 par les autorités locales, puis béni le 5 mai de la même année. Deux statues, sculptées à l'effigie des deux vierges, sont incorporées dans l'enceinte de la chapelle.
En 1764, une manufacture produisant des mouchoirs au tissu teinté et qui reproduisent ceux fabriqués en Inde, est installée au cœur du centre-bourg.

### Époque contemporaine
Lors des événements révolutionnaires de la fin du XVIIIe siècle, la commune, en 1793 (an II du calendrier républicain), alors simplement appelée Sainte-Maure, porte provisoirement le nom de Maure-Libre,,,,. Cette même année, alors qu'ils venaient d'assiéger la ville Saumur, les Vendéens opérèrent une incursion militaire en Touraine. Une partie des autorités du district de Chinon, face à l'avancée des insurgés royalistes et demeurant dans l'attente de troupes fournies par la commune de Tours, partent du chef-lieu chinonais pour trouver temporairement refuge à Sainte-Maure.

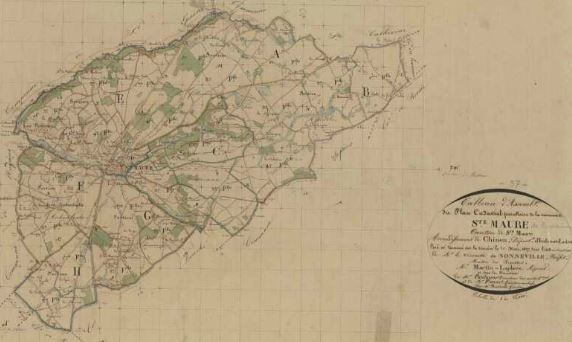
Plan cadastral napoléonien de Sainte-Maure en 1827.

Le plan cadastral napoléonien de Sainte-Maure est réalisé en 1827.
En novembre 1852, lors du second plébiscite qui permet à Napoléon III d'asseoir sa légitimité, et qui fait suite au Coup d'État du 2 décembre 1851, l'ancien président, devenu empereur, recueille une large majorité des suffrages exprimés par les habitants de Sainte-Maure : sur les 606 votants, 550 se prononcent favorablement.
La guerre franco-prussienne de 1870 a fait 8 morts parmi la population masculine de Sainte-Maure. Le bilan du premier conflit mondial s'élève à 109 victimes des soldats originaires de la commune et celui de la guerre de 39-45, à 21 morts parmi les saint-mauriens déportés ou engagés. Un monument aux morts et des stèles commémoratives ont été élevés en mémoire de ces victimes.
C'est en 1959 que la commune adopte le nom de Sainte-Maure-de-Touraine. En 1963, le plan cadastral parcellaire du territoire communal fait l'objet d'une rénovation.
En 1966, un film documentaire, intitulé Un marché en Touraine, est réalisé au sein de la commune. Les sites et lieux patrimoniaux, ainsi que la place du marché alors en pleine activité, y sont notamment mis en scène.

## Politique et administration

### Rattachements administratifs
À l'exception de la cour administrative d'appel de Nantes, de la cour d'appel d'Orléans et du tribunal administratif d'Orléans, les autres juridictions compétentes pour Sainte-Maure, telles que la cour d'assises, le conseil de prud'hommes, le tribunal d'instance, le tribunal de grande instance et le tribunal de commerce, sont du ressort de la ville de Tours,.

### Tendances politiques et résultats

#### Scrutins récents
| Scrutin             | Scrutin             | 1er tour | 1er tour | 1er tour | 1er tour | 1er tour | 1er tour | 1er tour | 1er tour | 1er tour | 1er tour | 1er tour | 1er tour | 2d tour | 2d tour | 2d tour | 2d tour | 2d tour | 2d tour |
| Scrutin             | Scrutin             | 1er      | 1er      | %        | 2e       | 2e       | %        | 3e       | 3e       | %        | 4e       | 4e       | %        | 1er     | 1er     | %       | 2e      | 2e      | %       |
| ------------------- | ------------------- | -------- | -------- | -------- | -------- | -------- | -------- | -------- | -------- | -------- | -------- | -------- | -------- | ------- | ------- | ------- | ------- | ------- | ------- |
| Présidentielle 2017 | Présidentielle 2017 |          | FN       | 23,73    |          | LR       | 22,71    |          | EM       | 21,77    |          | LFI      | 15,02    |         | EM      | 59,67   |         | FN      | 40,33   |
| Présidentielle 2022 | Présidentielle 2022 |          | LREM     | 29,93    |          | RN       | 30,47    |          | LFI      | 13,99    |          | LR       | 5,99     |         | LREM    | 50,73   |         | RN      | 49,27   |
| Législatives 2022   | 4e                  |          | RE-Ens   | 30,73    |          | RN       | 27,00    |          | PS-Nupes | 24,59    |          | LR       | 8,77     |         | RE      | 52,58   |         | PS      | 47,42   |
| Législatives 2024   | 4e                  |          | RN       | 42,43    |          | RE-Ens   | 28,29    |          | PS-NFP   | 19,40    |          | LR       | 8,15     |         | RN      | 53,47   |         | PS      | 46,53   |

#### Élection municipale de 2014
Au recensement de 2010, la population de Sainte-Maure étant comprise entre 3 500 et 5 000 habitants, le nombre de membres du conseil municipal pour l'élection de 2014 est établi à 27.
Aux élections municipales de 2014, les 27 conseillers municipaux ont été élus dès le premier tour. Le taux de participation était alors de 95,19 %.

### Liste des maires

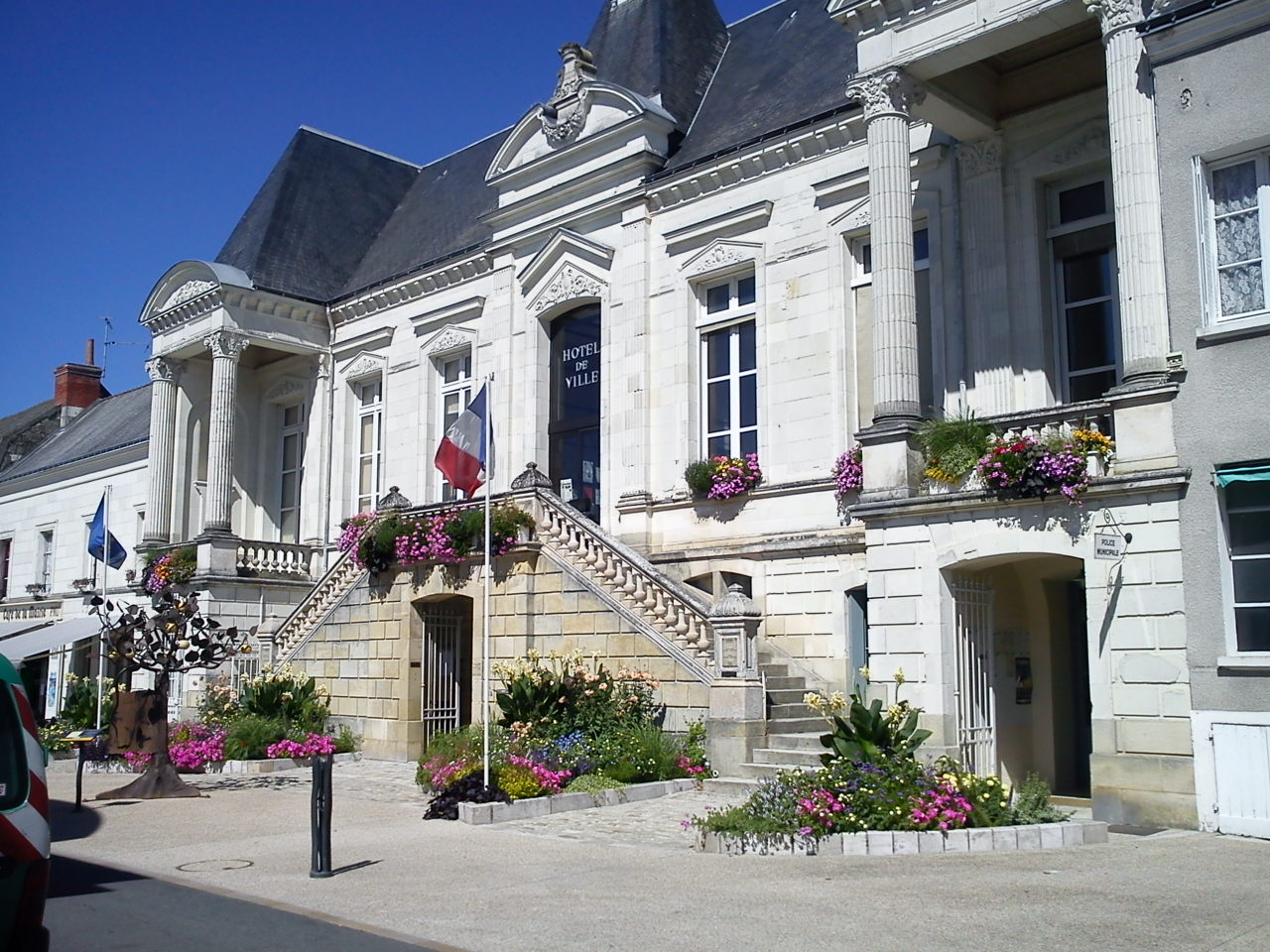
L'hôtel de ville.

| Période                                  | Période          | Identité                    | Étiquette   | Qualité |
| ---------------------------------------- | ---------------- | --------------------------- | ----------- | --- |
|                                          | 1798             | René Martin                 |             | |
| 1798                                     | 1807             | Dieudonné Turquand          |             | |
| 1807                                     | 1820             | Michel Martineau            |             | |
| 1820                                     | 1827             | Martin Laplace              |             | |
| 1836                                     | 1841             | Pierre Janneau              |             | |
| 1841                                     | 1847             | François Archambault        |             | |
| 1847                                     | 1859             | Martin Tiffenault           |             | Notaire |
| 1863                                     | 1869             | Alain Duguenet              |             | |
| 1869                                     | 1869             | Jean-Pierre Venault         |             | |
| 1869                                     | 1884             | Auguste Chevallier          |             | |
| 1885                                     | 1894             | Marcelin Patry              |             | Docteur |
| 1894                                     | 1909             | Louis Bourasse              |             | |
| 1909                                     | 1910             | Louis Martineau             |             | |
| 1910                                     | 1920             | Arthur Ploquin              |             | |
| 1920                                     | 1925             | Paul Razous                 |             | |
| 1925                                     | 1929             | Célestin Naulet             |             | Marchand de vins |
| 1929                                     | 1934             | Émile Vaumaron              |             | |
| 1934                                     | 1941             | Jules Galardon              |             | |
| 1942                                     | 1943             | Jules Mourruau              |             | |
| 1943                                     | 1944             | Émile Ragun                 |             | |
| 1944                                     | 1945             | Adrien Barbot               |             | Docteur |
| 1945                                     | 1953             | Henri Dupont                |             | |
| 1953                                     | 1954             | Bernard Barbottin           |             | |
| 1954                                     | 1968 (démission) | Marc Desaché                | UNR         | Syndic de la compagnie des agents de change Sénateur (1959-1965) Président du conseil général d'Indre-et-Loire (1958-1970) |
| 1968                                     | 1985 (décès)     | Robert Guignard (1921-1985) | DVD         | Conseiller général (1970-1985)                                                                                             |
| 1985                                     | 1995             | Jackie Dufour               | DVD         | Conseiller général (1985-1997)                                                                                             |
| 1995                                     | 2001             | Jacques Coutris             | DVD         | |
| 2001                                     | 2014             | Christian Barillet          | DVG         | Ingénieur |
| 2014                                     | En cours         | Michel Champigny            | UMP puis LR | Chef d'entreprise |
| Les données manquantes sont à compléter. |                  |                             |             | |

### Politique environnementale
Dans son palmarès 2016, le Conseil National des Villes et Villages Fleuris de France a attribué une fleur à la commune au Concours des villes et villages fleuris.

### Finances locales
Le tableau ci-dessous donne l'évolution de la capacité d'autofinancement (CAF), un des indicateurs des finances locales de Sainte-Maure-de-Touraine, sur une période de onze ans :
|                          | 2005 | 2006 | 2007 | 2008 | 2009 | 2010 | 2011 | 2012 | 2013 | 2014 | 2015 |
| ------------------------ | ---- | ---- | ---- | ---- | ---- | ---- | ---- | ---- | ---- | ---- | ---- |
| Sainte-Maure-de-Touraine | 162  | 109  | 202  | 155  | 189  | 183  | 180  | 219  | 209  | 174  | 224  |
| Moyenne de la strate     | 175  | 182  | 186  | 173  | 155  | 166  | 181  | 181  | 177  | 165  | 174  |

| ■ CAF de Sainte-Maure-de-Touraine ■ CAF moyenne de la strate Ordonnées du graphique : valeurs de la CAF exprimées en €/habitant. |

Durant la période allant de 2005 à 2015, la capacité d'autofinancement de Sainte-Maure-de-Touraine oscille faiblement autour de la valeur moyenne de la strate, hormis pour l'exercice fiscal de 2006 où celle-ci présente un chiffre significativement inférieur. Le « résultat comptable », très fluctuant, se révèle supérieur à celui de la strate uniquement pour les exercices de 2005, 2007, 2009, 2010 et 2015. Par ailleurs, le fonds de roulement, qui présente, sur la période observée, une valeur régulièrement positive excepté pour les années 2005 (-28 € par habitant) et 2008 (-48 € par habitant), varie fortement autour de la moyenne de la strate,.

### Jumelages
Sainte-Maure-de-Touraine, est, au 4 septembre 2017, jumelée avec la commune d' Ayllón (Espagne) depuis 1989,, et avec la ville de  Viničné (Slovaquie) depuis le 18 avril 2010 après signature d'une convention de coopération internationale.

## Économie

### Travail
Les deux tableaux qui suivent mettent en perspective les chiffres-clés de l'emploi à Sainte-Maure-de-Touraine et leur évolution de 2009 à 2014, :
|                               | Sainte-Maure-de-Touraine 2009 | Sainte-Maure-de-Touraine 2014 | Évolution |
| ----------------------------- | ----------------------------- | ----------------------------- | --------- |
| Population de 15 à 64 ans     | 2 331                         | 2 402                         | + 3,04 %  |
| Actifs (en %)                 | 72,8                          | 75,3                          | + 3,43 %  |
| dont :                        |                               |                               |           |
| Actifs ayant un emploi (en %) | 65,6                          | 65,9                          | + 0,4 %   |
| Chômeurs (en %)               | 7,1                           | 9,4                           | + 32,4 %  |

|                                      | Sainte-Maure-de-Touraine 2009 | Sainte-Maure-de-Touraine 2014 | Évolution |
| ------------------------------------ | ----------------------------- | ----------------------------- | --------- |
| Nombre d'emplois dans la zone        | 1 895                         | 1 885                         | - 0,53 %  |
| Indicateur de concentration d'emploi | 123,4                         | 118,2                         | - 4,21 %  |

### Tissu économique
Le tableau qui suit récapitule le nombre d'entreprises implantées en 2015 à Sainte-Maure-de-Touraine selon leur secteur d'activité et le nombre de leurs salariés :
|                                                              | Total | %    | 0 salarié | 1 à 9 salariés | 10 à 19 salariés | 20 à 49 salariés | 50 salariés ou plus |
| ------------------------------------------------------------ | ----- | ---- | --------- | -------------- | ---------------- | ---------------- | ------------------- |
| Ensemble                                                     | 371   | 100  | 228       | 112            | 14               | 7                | 10                  |
| Agriculture, sylviculture et pêche                           | 39    | 10,5 | 28        | 11             | 0                | 0                | 0                   |
| Industrie                                                    | 24    | 6,5  | 8         | 10             | 3                | 0                | 3                   |
| Construction                                                 | 33    | 8,9  | 21        | 11             | 1                | 0                | 0                   |
| Commerce, transports, services divers                        | 230   | 62,0 | 149       | 68             | 6                | 5                | 2                   |
| dont commerce et réparation automobile                       | 82    | 22,1 | 52        | 23             | 3                | 3                | 1                   |
| Administration publique, enseignement, santé, action sociale | 45    | 12,1 | 22        | 12             | 4                | 2                | 5                   |
| Champ : ensemble des activités.                              |       |      |           |                |                  |                  |                     |

En 2015, 14 nouveaux établissements ont été fondés dans la commune, le secteur tertiaire regroupant 85,7 % de ces entreprises dont 50 % dans la filière des commerce, transport, hébergement et restauration à parts égales avec celle des services aux entreprises et aux particuliers. Par ailleurs, la part des entreprises de type individuel représentait alors 71,4 % de l'ensemble de ces nouvelles structures entrepreunariales.
Cité du fromage de chèvre AOC portant son nom, Sainte-Maure-de-Touraine est une ville étape gastronomique et touristique.
La ville dispose aussi de trois zones d'activités : « La Canterie » (11 entreprises), « Les Saulniers I » (5 entreprises) et « Les Saulniers II ». Citons aussi la zone commerciale « Les trois marchands », située en bordure de RD 910 (ex-nationale 10), qui accueille les principaux centres commerciaux de la ville.

#### Industrie et bâtiment
La commune abrite les entreprises suivantes :
- Jouanel Industrie (constructions métalliques pour la bâtiment, depuis 1948.

#### Agriculture
Le tableau ci-dessous présente les principales caractéristiques des exploitations agricoles de Sainte-Maure-de-Touraine, observées sur une période de 22 ans :
|                                            | 1988  | 2000  | 2010  |
| ------------------------------------------ | ----- | ----- | ----- |
| Nombre d’exploitations                     | 75    | 49    | 41    |
| Équivalent Unité de travail annuel         | 99    | 67    | 64    |
| Surface agricole utile (SAU) (ha)          | 2 937 | 3 089 | 3 242 |
| Cheptel (nombre de têtes)                  | 2 089 | 1 903 | 2 362 |
| Terres labourables (ha)                    | 2 551 | 2 892 | 2 985 |
| Cultures permanentes (ha)                  | 13    | 21    | 16    |
| Surface toujours en herbe (ha)             | 367   | 173   | 233   |
| Superficie moyenne d’une exploitation (ha) | 39,2  | 63,04 | 79,1  |

Pour la période considérée, de 1988 à 2010, les données recensées mettent en évidence que le nombre des exploitations agricoles, marqué par une forte baisse, est compensé par une hausse de leur surface moyenne. À contrario, le nombre de têtes des animaux d'élevage observe une courbe d'évolution ascendante, son taux augmentant d'environ 13,1 %. Par ailleurs, les études réalisées par le Ministère de l'Agriculture, de l'Agroalimentaire et de la Forêt en 2000 et 2010, montrent que la production dominante du secteur agricole communal s'oriente vers une politique économique basée sur la polyculture et le polyélevage.

## Population et société
Les habitants de la Sainte-Maure-de-Touraine sont dénommés les Sainte-mauriens.

### Démographie

#### Évolution démographique
L'évolution du nombre d'habitants est connue à travers les recensements de la population effectués dans la commune depuis 1793. Pour les communes de moins de 10 000 habitants, une enquête de recensement portant sur toute la population est réalisée tous les cinq ans, les populations de référence des années intermédiaires étant quant à elles estimées par interpolation ou extrapolation. Pour la commune, le premier recensement exhaustif entrant dans le cadre du nouveau dispositif a été réalisé en 2008.

En 2022, la commune comptait 4 118 habitants, en évolution de −3,9 % par rapport à 2016 (Indre-et-Loire : +1,67 %, France hors Mayotte : +2,11 %).
| 1793  | 1800  | 1806  | 1821  | 1831  | 1836  | 1841  | 1846  | 1851  |
| ----- | ----- | ----- | ----- | ----- | ----- | ----- | ----- | ----- |
| 2 230 | 2 179 | 2 108 | 2 253 | 2 259 | 2 534 | 2 602 | 2 701 | 2 744 |

| 1856  | 1861  | 1866  | 1872  | 1876  | 1881  | 1886  | 1891  | 1896  |
| ----- | ----- | ----- | ----- | ----- | ----- | ----- | ----- | ----- |
| 2 678 | 2 595 | 2 603 | 2 409 | 2 318 | 2 462 | 2 547 | 2 602 | 2 518 |

| 1901  | 1906  | 1911  | 1921  | 1926  | 1931  | 1936  | 1946  | 1954  |
| ----- | ----- | ----- | ----- | ----- | ----- | ----- | ----- | ----- |
| 2 612 | 2 529 | 2 527 | 2 355 | 2 384 | 2 374 | 2 537 | 2 743 | 2 740 |

| 1962  | 1968  | 1975  | 1982  | 1990  | 1999  | 2006  | 2008  | 2013  |
| ----- | ----- | ----- | ----- | ----- | ----- | ----- | ----- | ----- |
| 3 069 | 3 574 | 4 016 | 4 130 | 3 983 | 3 909 | 3 995 | 4 019 | 4 290 |

| 2018  | 2022  | - | - | - | - | - | - | - |
| ----- | ----- | - | - | - | - | - | - | - |
| 4 142 | 4 118 | - | - | - | - | - | - | - |

|                                           | 1968 - 1975 | 1975 - 1982 | 1982 - 1990 | 1990 - 1999 | 1999 - 2009 | 2009 - 2014 |
| ----------------------------------------- | ----------- | ----------- | ----------- | ----------- | ----------- | ----------- |
| Taux de variation annuel de la population | + 4,4 %     | + 3,3 %     | + 2,9 %     | + 2,2 %     | + 1,6 %     | - 0,2 %     |
| Solde naturel                             | + 0,4 %     | + 0,4 %     | + 0,5 %     | + 0,3 %     | + 0,4 %     | + 0,1 %     |
| Solde migratoire                          | + 4,0 %     | + 3,0 %     | + 2,4 %     | + 1,9 %     | + 1,2 %     | - 0,2 %     |

Lors du dernier recensement arrêté au 1er janvier 2017, la population municipale de Sainte-Maure-de-Touraine atteignait 4 328 habitants, donnée statistique qui la place ainsi, en nombre d'habitants, au 14e rang des 277 communes composant le département d'Indre-et-Loire. Bien que le solde migratoire de la commune marque un sensible fléchissement entre 2009 et 2014, son solde naturel se révèle, quant à lui, toujours positif sur une période allant de 1968 à 2014.

#### Pyramide des âges
La population de la commune est relativement âgée.
En 2018, le taux de personnes d'un âge inférieur à 30 ans s'élève à 28,0 %, soit en dessous de la moyenne départementale (34,9 %). À l'inverse, le taux de personnes d'âge supérieur à 60 ans est de 37,4 % la même année, alors qu'il est de 27,8 % au niveau départemental.
En 2018, la commune comptait 1 965 hommes pour 2 177 femmes, soit un taux de 52,56 % de femmes, légèrement supérieur au taux départemental (51,91 %).
Les pyramides des âges de la commune et du département s'établissent comme suit.
| Hommes | Classe d’âge | Femmes |
| ------ | ------------ | ------ |
| 1,7    | 90 ou +      | 5,3    |
| 12,2   | 75-89 ans    | 15,5   |
| 19,7   | 60-74 ans    | 20,1   |
| 19,1   | 45-59 ans    | 17,5   |
| 16,8   | 30-44 ans    | 15,8   |
| 13,4   | 15-29 ans    | 11,2   |
| 17,2   | 0-14 ans     | 14,7   |

| Hommes | Classe d’âge | Femmes |
| ------ | ------------ | ------ |
| 0,9    | 90 ou +      | 2,2    |
| 7,9    | 75-89 ans    | 10,2   |
| 17,3   | 60-74 ans    | 18,1   |
| 19,8   | 45-59 ans    | 19,1   |
| 17,9   | 30-44 ans    | 17,2   |
| 18,5   | 15-29 ans    | 17,5   |
| 17,6   | 0-14 ans     | 15,6   |

### Santé
Sainte-Maure est pourvue d'un centre hospitalier dont la capacité en nombre de lits lui permet d'accueillir 254 patients,.

### Enseignement
La commune dispose de 4 établissements scolaires. À Sainte-Maure, l'enseignement élémentaire est représenté par trois écoles, dont une maternelle publique, l'« école Charles Perrault » ; une école maternelle et primaire privée, l'« école du couvent » et une école primaire publique, l'école Voltaire,,. Par ailleurs, la commune est également dotée d'un collège, le collège Célestin Freinet, seule structure scolaire d'enseignement.

## Culture et patrimoine

### Lieux et monuments

#### Monuments religieux
L'église Sainte-Maure-Sainte-Britte, de style roman et gothique, comporte sur une crypte datée du Xe et XIe siècles — probablement un ancien domicilium ayant fait l'objet d'un remaniement — et dont les époques de construction sont attribuées au XIe et XIIIe siècles. La crypte de l'église a bénéficié d'un classement au titre des monuments historiques par arrêté du 28 mai 1926.
Dans son premier état, la chapelle des Vierges, de style moderne, a été érigée vers le milieu du XVIIIe siècle sur un site faisant l'objet d'un ancien culte païen. Sous la Révolution, la chapelle, dédiée à sainte Maure et sainte Britte, est soumise à une vente au titre de bien national, puis cédée par le conseil municipal à la fabrique communale en 1811. Vers la fin du XIXe siècle, en 1891, l'édifice d'origine est détruit, puis reconstruit en 1892.
La chapelle priorale est construite en 1060 sous l'impulsion de l'abbé Saint-Mesmin d'Orléans. Au cours du XIIIe siècle, l'édifice obtient un statut paroissial. De la construction d'origine, en grande partie démolie, il ne demeure plus que l'intertransept et le croisillon latéral nord. Cet élément est flanqué d'une absidiole. L'intertransept dispose d'une voûte en cul-de-four, ses charges et ses poussées se trouvant soutenues à l'extérieur par des contreforts. La chapelle ne présente qu'une seule huisserie, aménagée, sur son pourtour, d'une archivolte ornée de pointes-de-diamant. L'abside, dont il ne reste plus que des vestiges, est substituée à une absidiole à voûte barlongue au cours des XVe – XVIe siècle. Le prieuré, qui est actuellement une propriété privée, a fait l'objet d'une inscription à l'inventaire des Monuments Historiques par arrêté du 22 mai 1948.
Le couvent Notre-Dame-des-Vertus, construit dans la seconde moitié du XVIIe siècle, est un ensemble de bâtiments composé d'une chapelle et d'un cloître. À cette époque, dans les années 1670, l'édifice abrite une communauté d'augustines. Au début du XIXe siècle, le couvent est administré par des sœurs appartenant à la congrégation picpucienne.

Monuments religieux de Sainte-Maure-de-Touraine
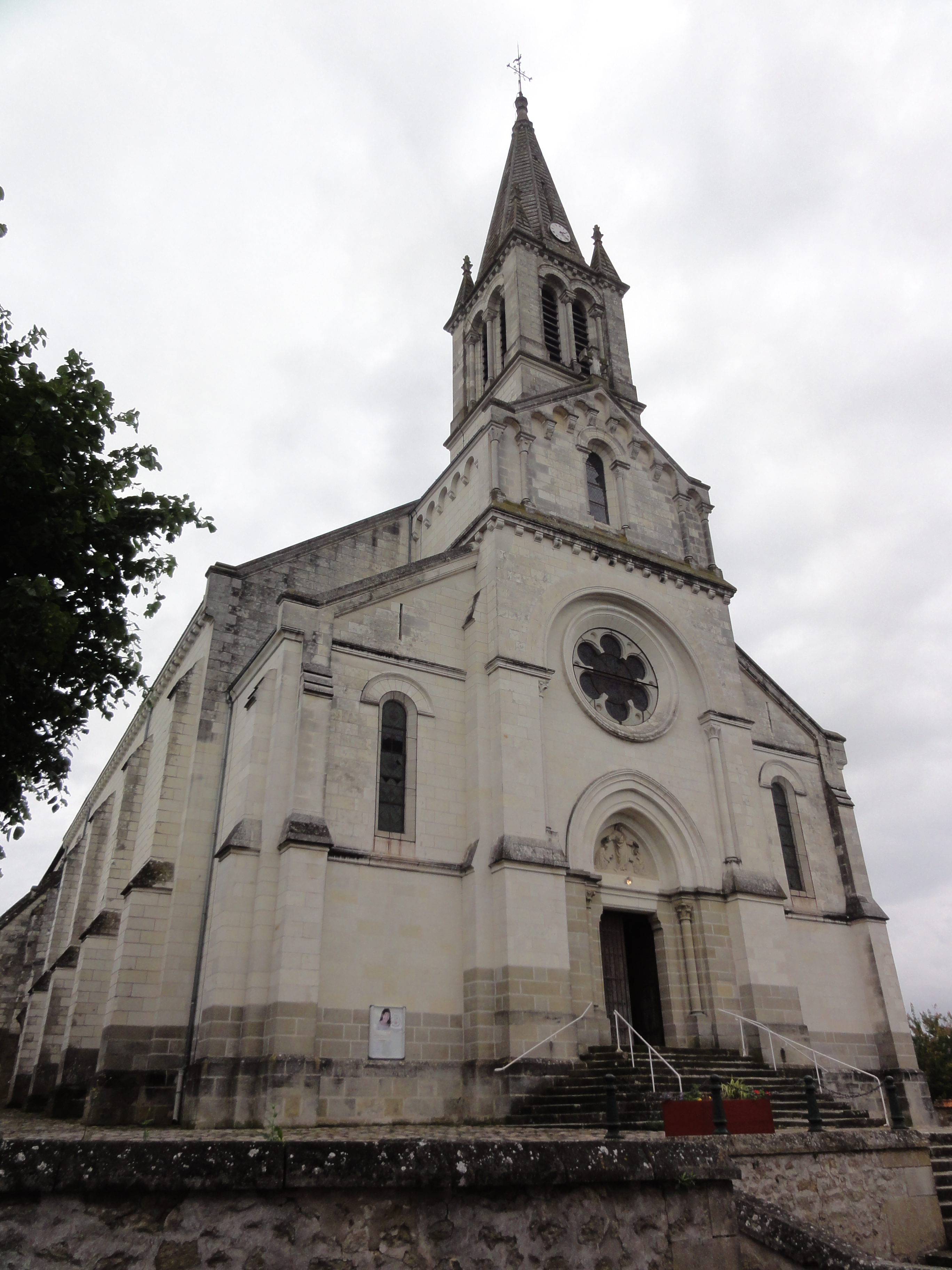
L'Église Saint-Blaise.
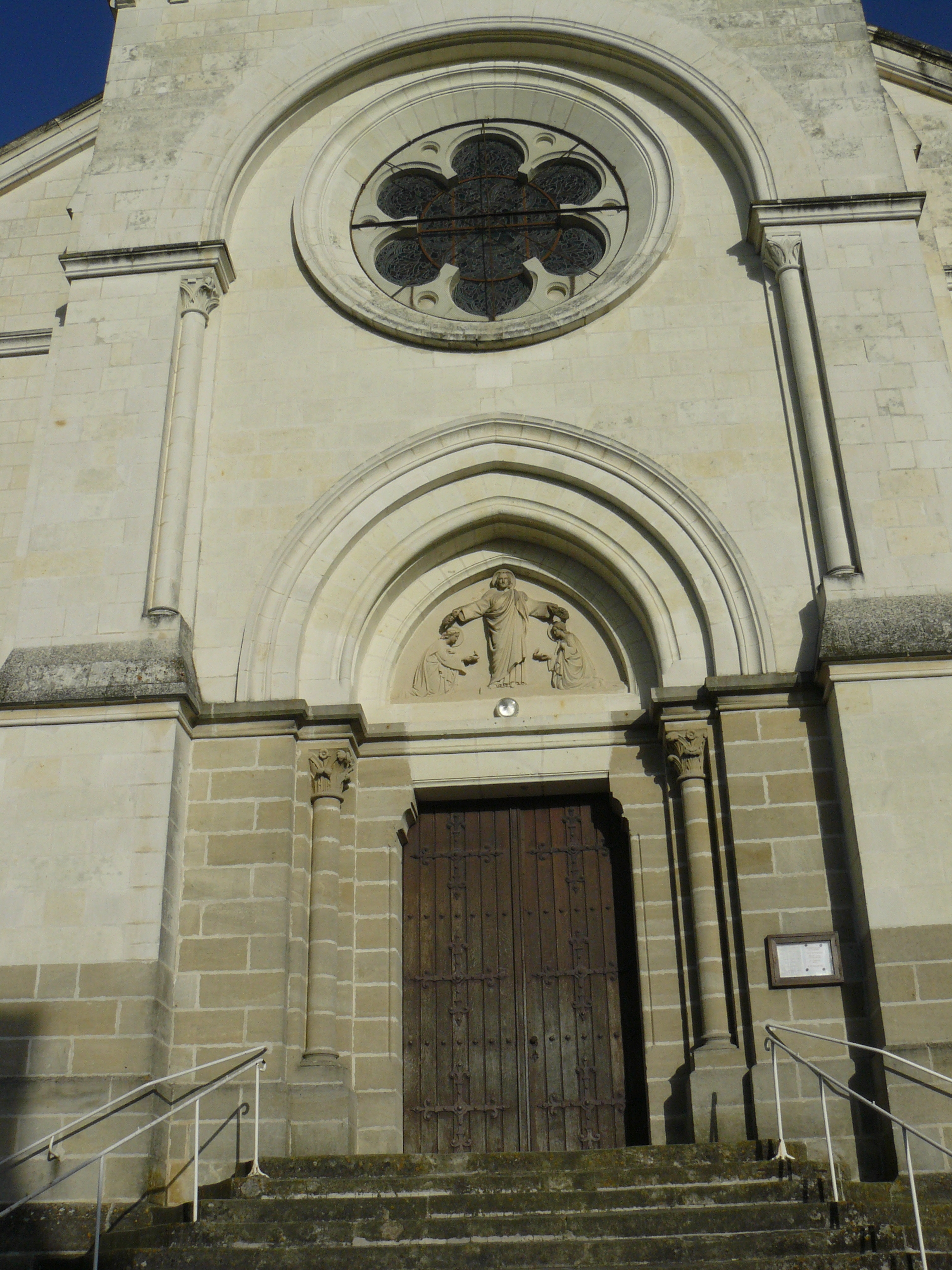
Le portail de l'église.
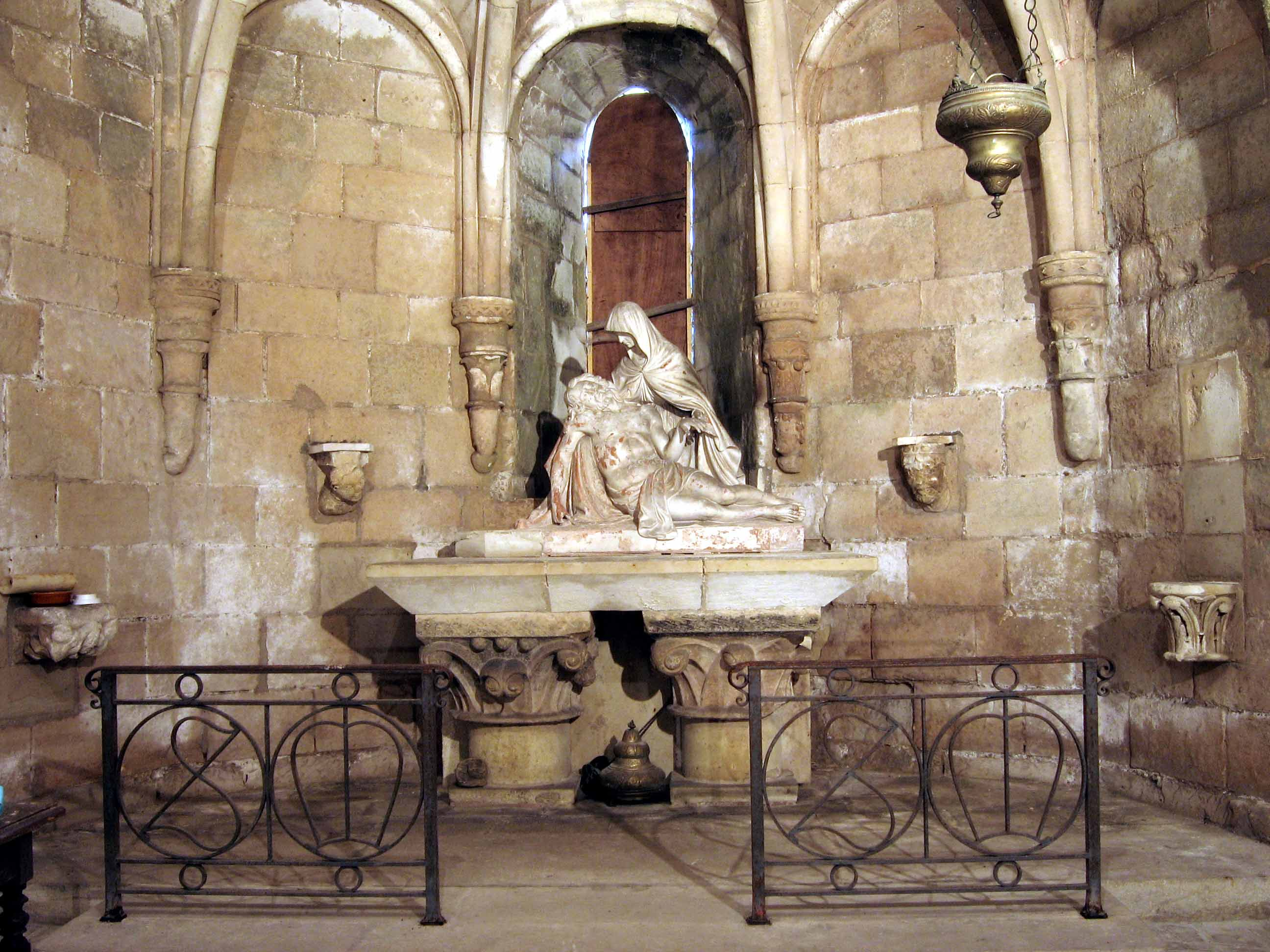
Pietà dans la crypte de l'église.
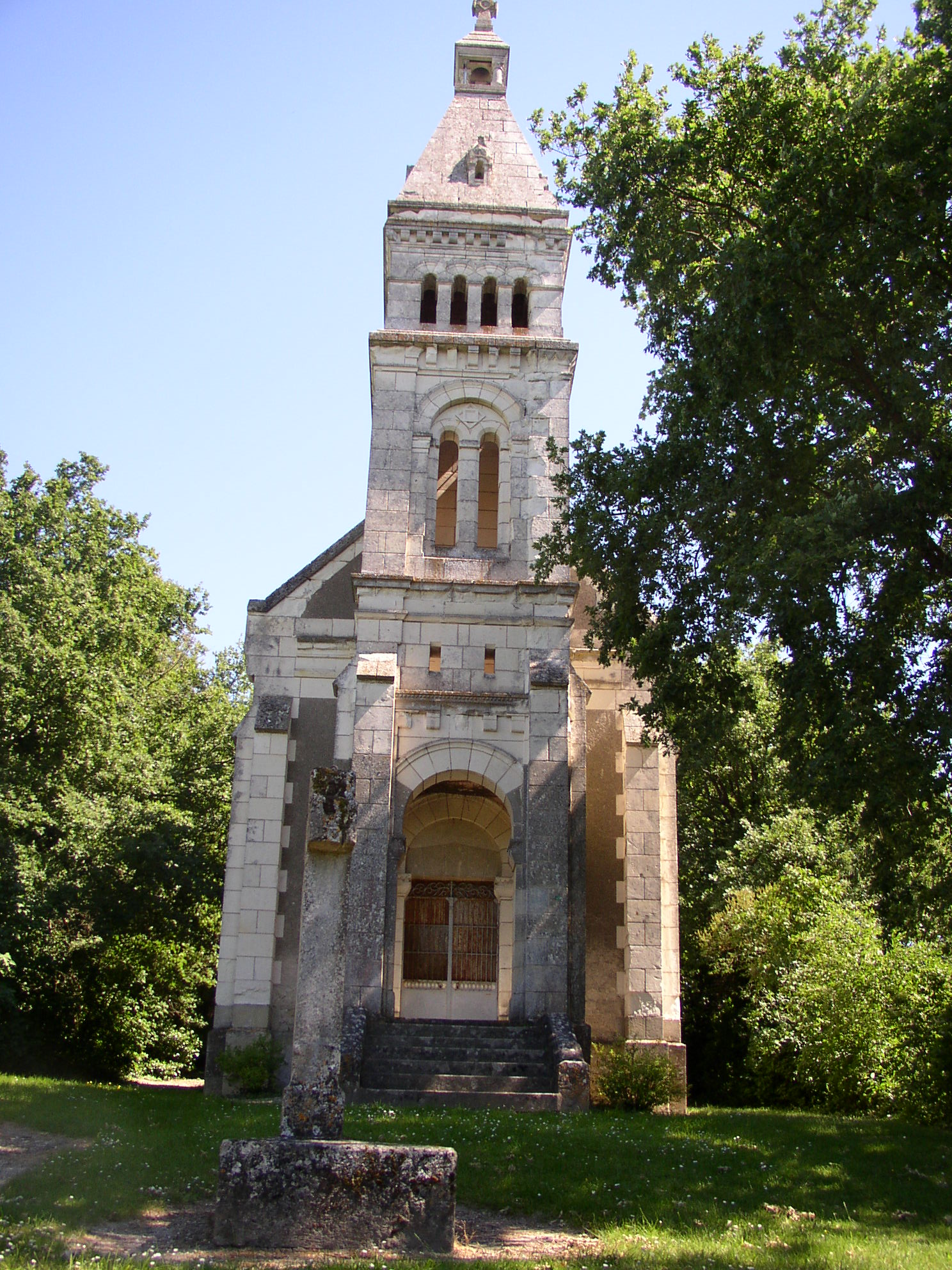
La chapelle des vierges.
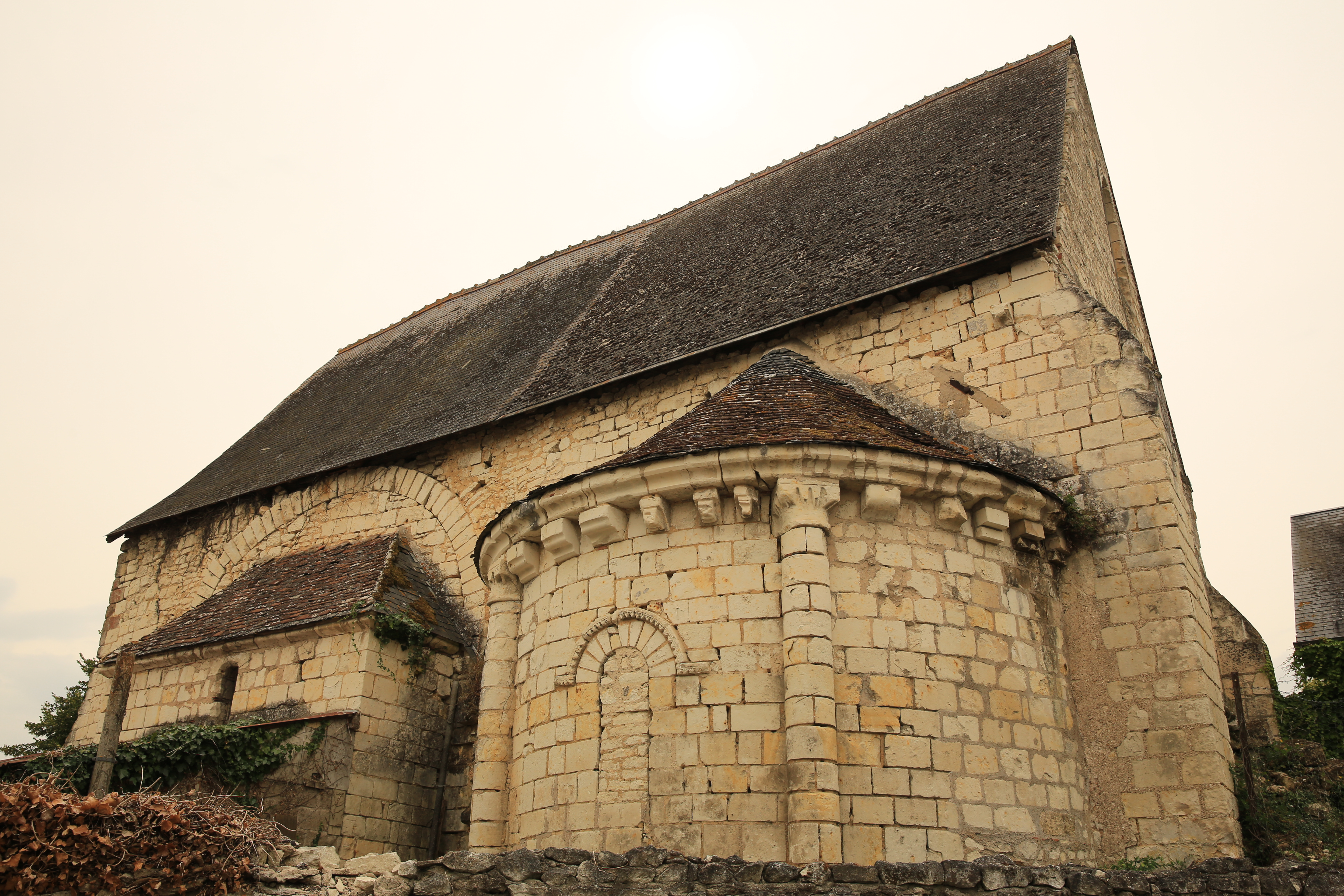
Le prieuré de Saint-Mesmin.
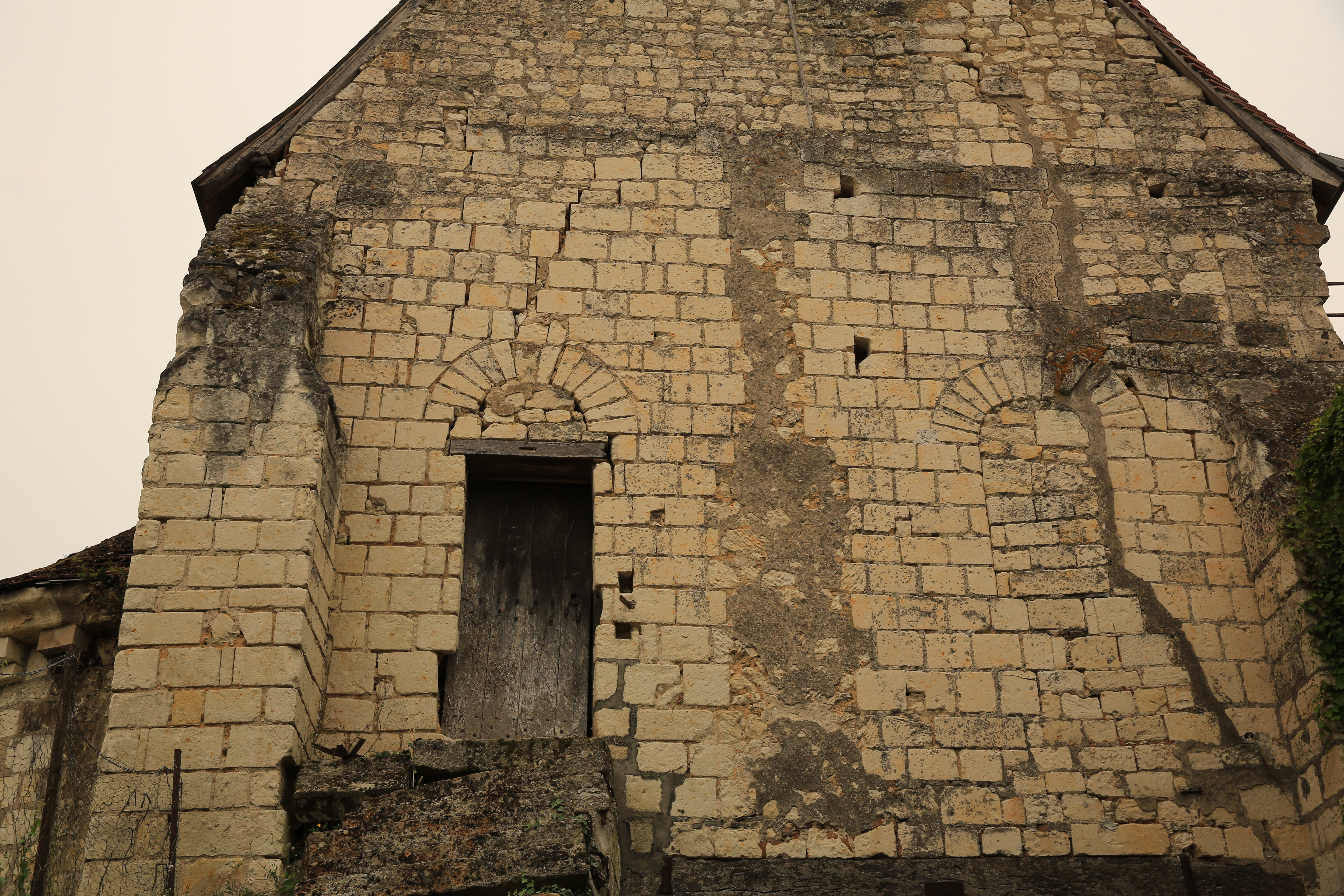
Façade nord du prieuré.

#### Autres lieux et monuments
Les halles, commanditées par Anne de Rohan et construites sous la direction de Charles d'Estevou en 1672, se composent de 3 nefs chacune disposant d'une toiture soutenue par une charpente. Les halles sont aménagées de deux accès, l'un situé sur le côté ouest et l'autre sur le côté sud. Ces deux portes, ornées de décors et d'armoiries, sont chacune couronnées par un fronton en arc de cercle et prenant appui sur 2 pilastres. En outre, une inscription en latin, mentionnant Anne de Rohan et les travaux de décorations réalisés lors de la construction de l'édifice, est gravée sur le cartouche de la porte occidentale. Les deux portes sont inscrites sur l'inventaire supplémentaire des monuments historiques le 22 septembre 1936 et l'ensemble des halles font à leur tour l'objet d'une inscription au 24 septembre 1942. Le marché couvert disposait d'un grenier à sel. L'entrepôt est détruit au cours du XIXe siècle, permettant ainsi d'éclairer le volume intérieur du marché couvert. Les halles de Sainte-Maure accueillent actuellement le marché du vendredi matin et servent également de salle des fêtes.
Le château de la famille de Rohan, construit, dans son premier état par Foulques Nerra en 990, et reconstruit au XIVe et XVe siècles. Le donjon, de plan carré, dispose de marques, signalées en surplomb de la porte, indiquant l'existence d'un pont-levis. Le couronnement de cette tour a été détruit. La tour comporte, au rez-de-chaussée, un couloir d'accès. Une salle, aménagée au premier niveau, vient compléter l'ensemble. Le château, au 12 novembre 1926, puis sa tour d'entrée, le 30 juin 1936, bénéficient d'une inscription au titre de monuments historiques. Réaménagé en maison du patrimoine, le château abrite actuellement un musée municipal d'arts et traditions populaires et accueille des expositions éphémères et des événements musicaux,.
La maison d'Estouteville, datant du XVIe siècle, est située 2, rue Auguste Chevalier, dans le centre-bourg de la commune. La façade, partiellement remaniée, est dotée d'une frise comportant trois écussons associés à des ornements sous forme d'entrelacs et de monogrammes timbrés. Le bâtiment est inscrit au titre des monuments historiques le 6 mars 1947.
L'oppidum des Deux Manses, un site occupé dès la Préhistoire et qui connaît une continuité d'utilisation au cours de la Protohistoire. Les lieux abritent une zone dense d'habitat enserrés par une fortification constituée d'un talus doublé d'un fossé. Le site archéologique des Deux Manses a fait l'objet d'une inscription sur l'inventaire supplémentaire des monuments historiques le 13 novembre 1986.
Le dolmen de Boumiers, mis en évidence vers le milieu du XIXe siècle, est un site mégalithique érigé au cours du Néolithique. Le monument, de structure « simple », est établi au sud du territoire communal, à 3 km du centre-bourg,,. Le dolmen est inscrit sur l'inventaire supplémentaire des monuments historiques depuis le  15 avril 1945.

Autres monuments de Sainte-Maure-de-Touraine
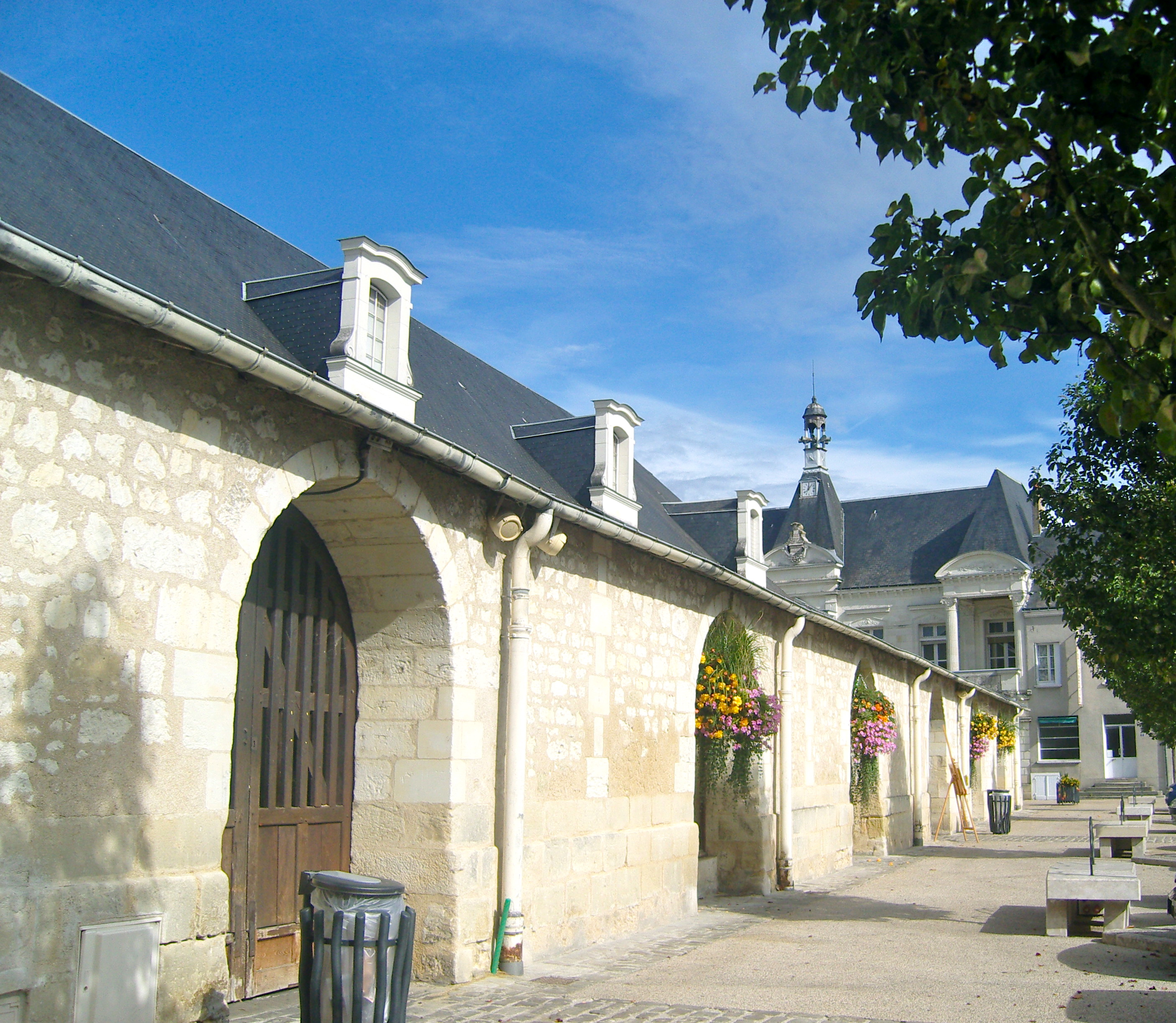
Les halles.
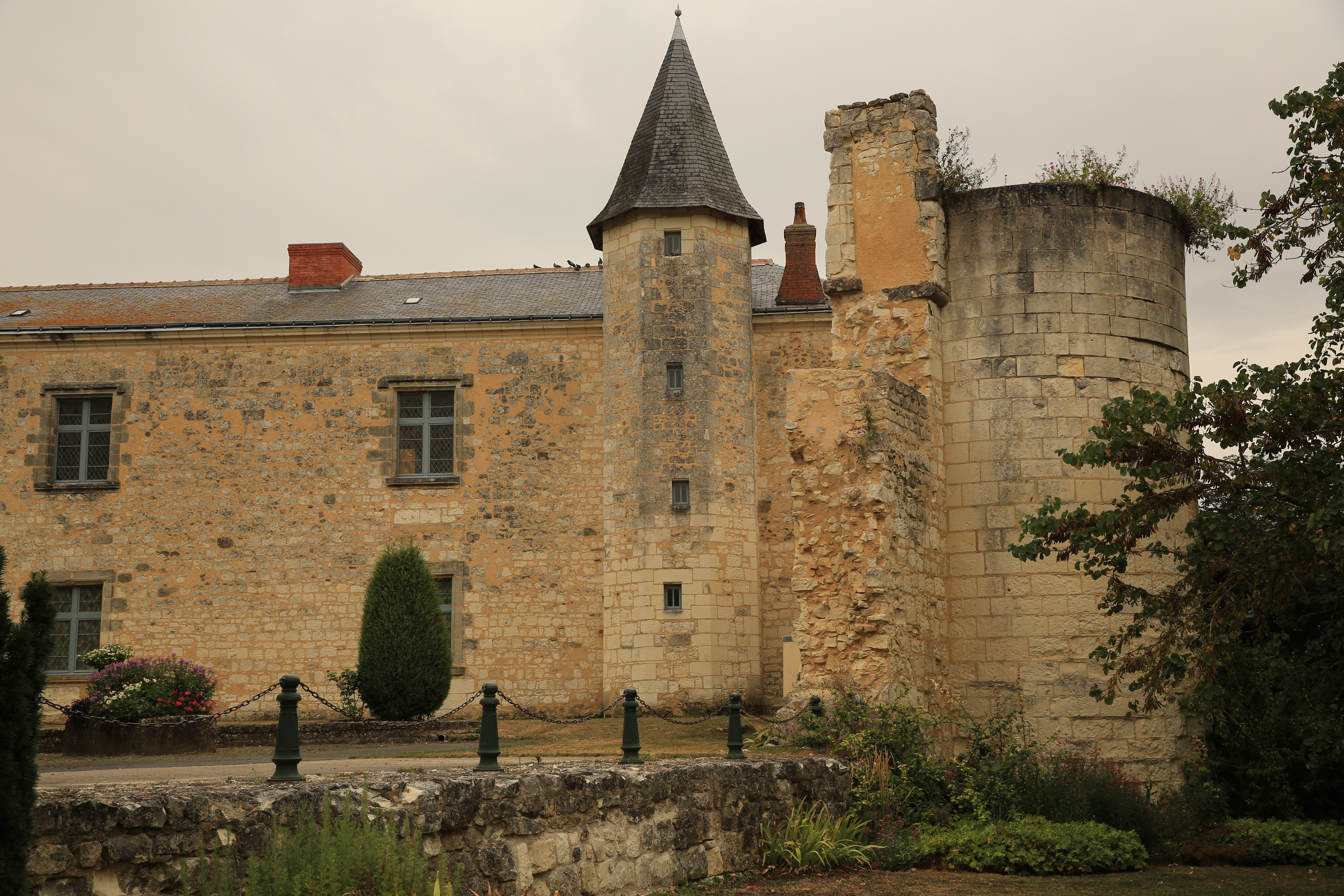
Façade, tour octogonale et vestiges du château de Rohan.
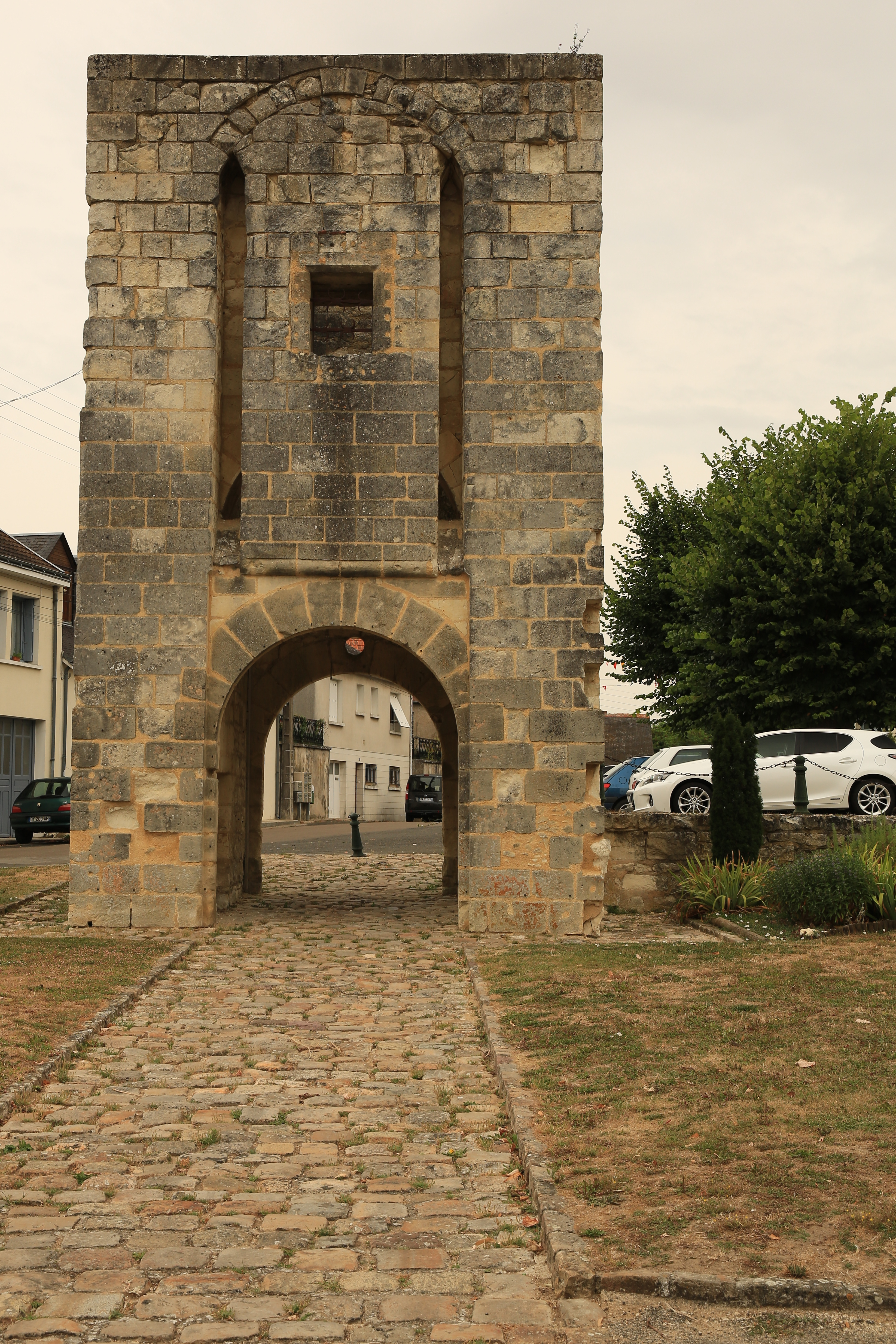
Tour d'entrée du château.
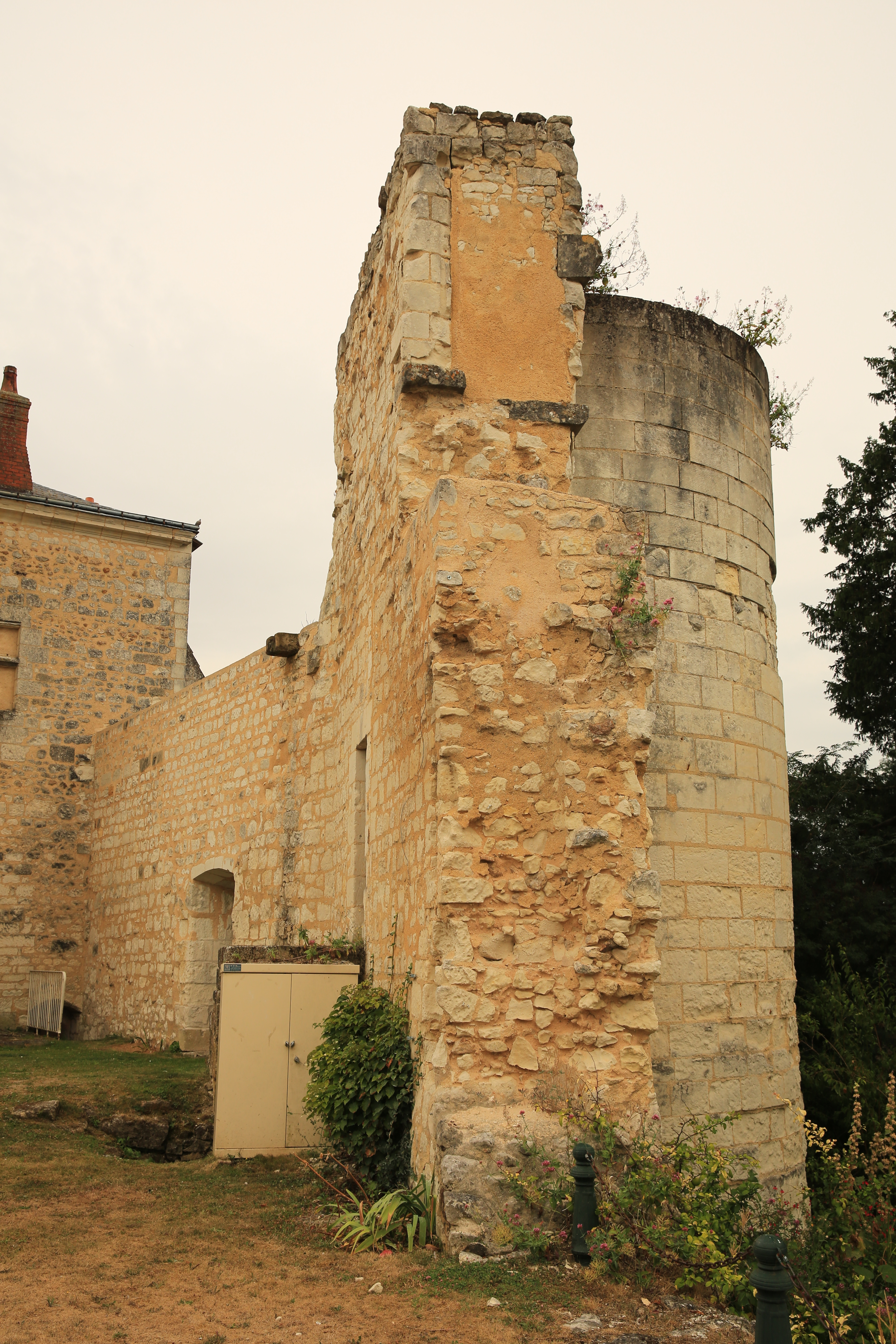
Rempart et demi-tour.
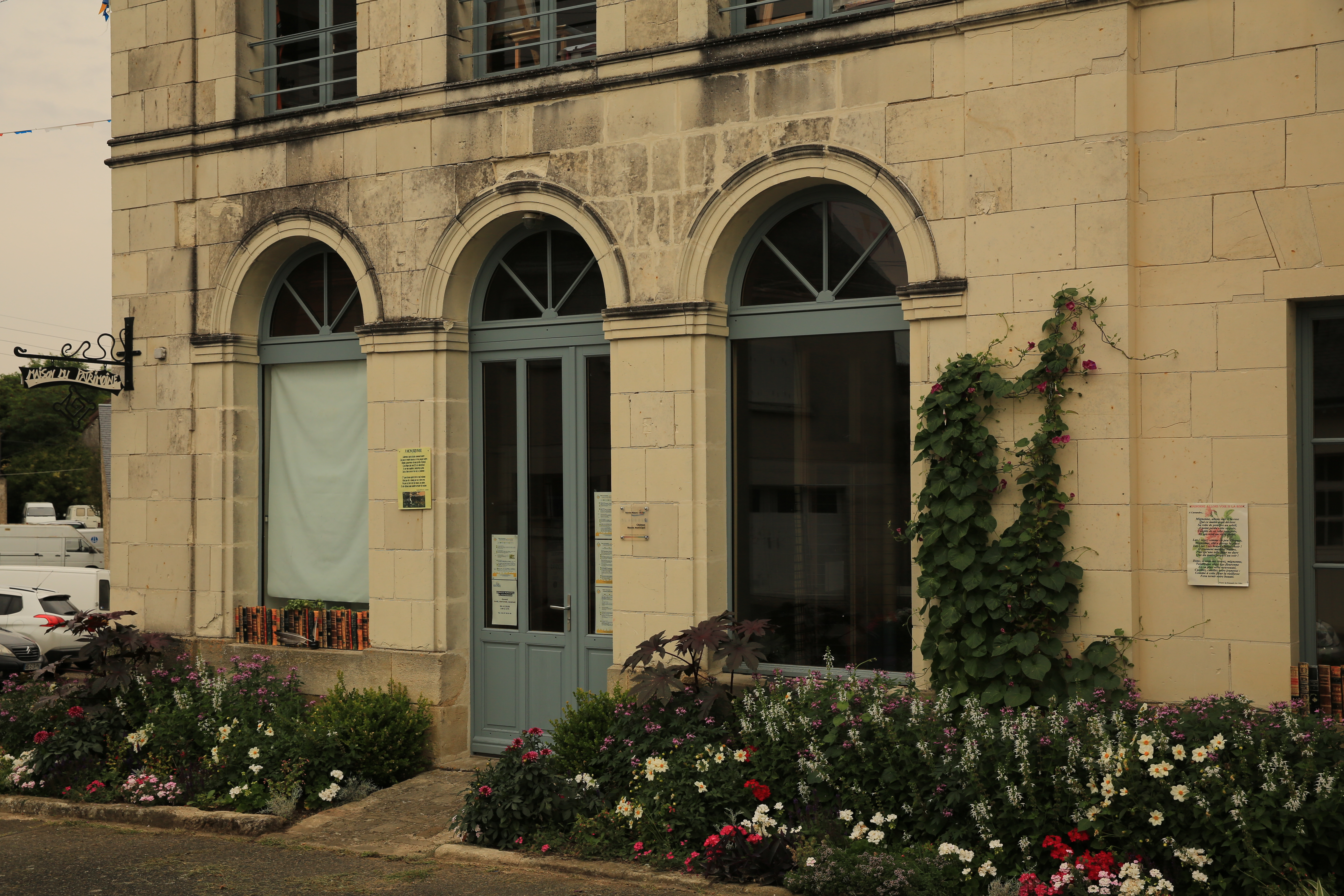
Maison du patrimoine.
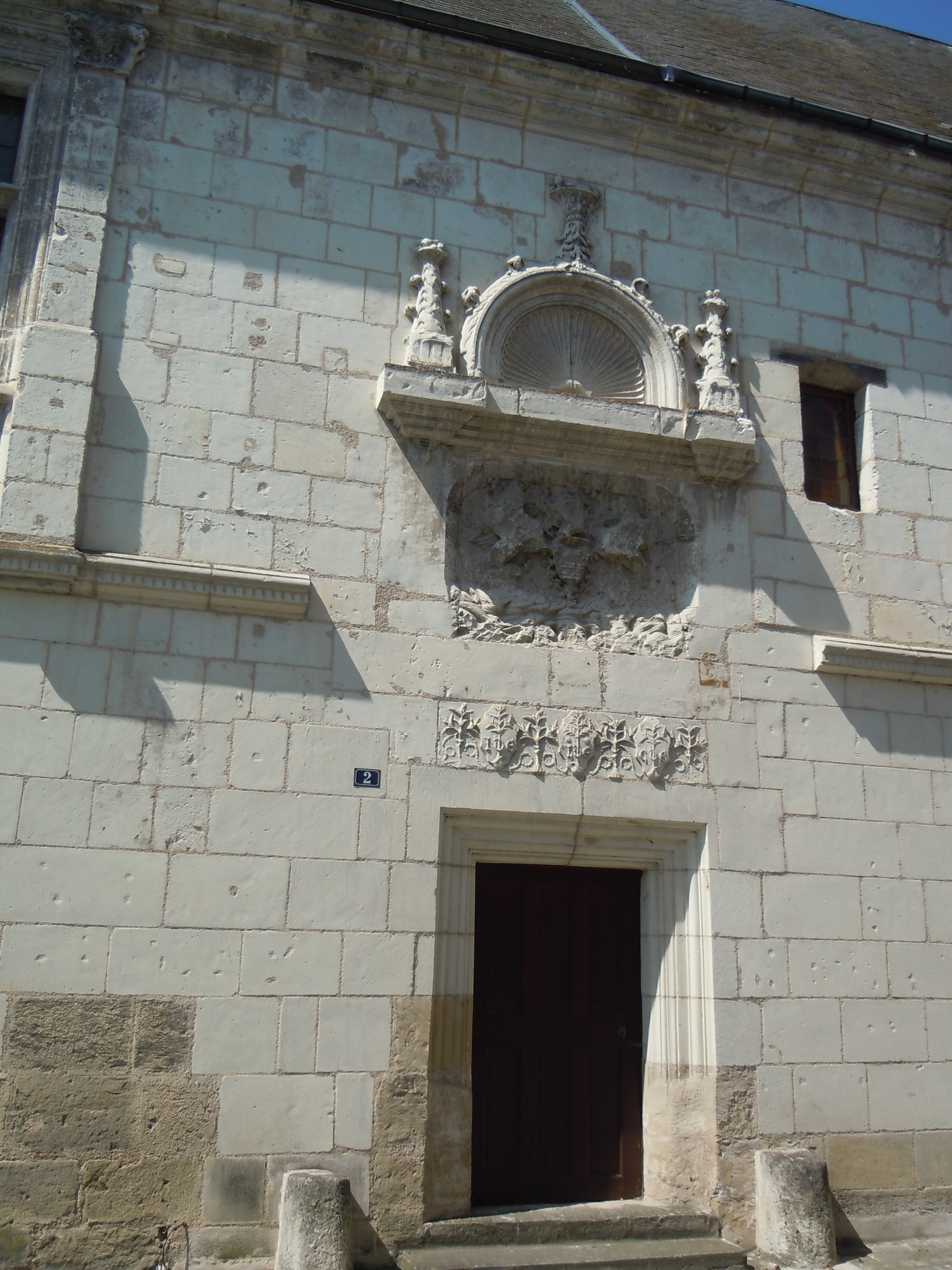
Façade de la maison d'Estouteville.

### Patrimoine naturel
Le territoire communal dispose d'une zone naturelle d'intérêt écologique faunistique et floristique (sigle ZNIEFF) continentale de « type 2 » dont le classement a été réalisé en 1985,. Cet espace naturel, la « vallée de Courtineau », inventorié par les services de l'INPN, ne recouvre que partiellement le territoire de Sainte-Maure et concerne une zone d'une superficie totale 346,98 hectares partagés avec les communes de Sainte-Catherine-de-Fierbois et de Saint-Épain,.
Globalement, la zone naturelle de Courtineau, située au nord du centre-bourg et qui se développe sur le plateau saint-maurien selon un axe nord-est/sud-ouest, présente un caractère environnemental relativement homogène,.
Toutefois, elle dispose de plusieurs types d'habitat écologique, tels que des milieux à caractère semi-aquatiques, des niches arboricoles thermophiles, ou encore des écosystèmes troglodytiques, ces derniers apparaissant exclusivement au niveau des coteaux qui surplombent le cours du rû. Un total de 12 différents biotopes ont été répertoriés dans la ZNIEFF de la vallée du Courtineau, dont 5 ont été estimés déterminants : les pelouses médio-européennes se développant sur des débris rocheux ; les pelouses semi-sèches composées de Bromus erectus ; les « voiles des cours d'eau » ; les hêtraies neutrophiles ; et les petits massifs de frênes et d'aulnes parsemés d'herbes hautes.
3 groupes taxonomiques représentent la majeure partie des espèces recensées au sein de la ZNIEFF : des insectes, tels que l'Oberea linearis, l'Argynnis paphia (ou Tabac d'Espagne) et l'Azuré des cytises ; des ptéridophytæ, tels que l'Erica scoparia, le Myosurus minimus (ou Queue de souris) et le Primula elatior ; et des essences de type phanérogame tels que la Scolopendre, l'Equisetum telmateia, le Polystichum setiferum.
D'autre part, 116 espèces dites « remarquables », c'est-à-dire protégées, rares ou menacées, — 101 aviaires, 8 amphibiennes et 7 reptiliennes —, ont été répertoriées sur le territoire communal par l'antenne LPO d'Indre-et-Loire et d'autres établissements à caractère associatif ou syndical.

Sélection de quelques espèces faunistiques et floristiques recensées dans la ZNIEFF « Vallée de Courtineau »
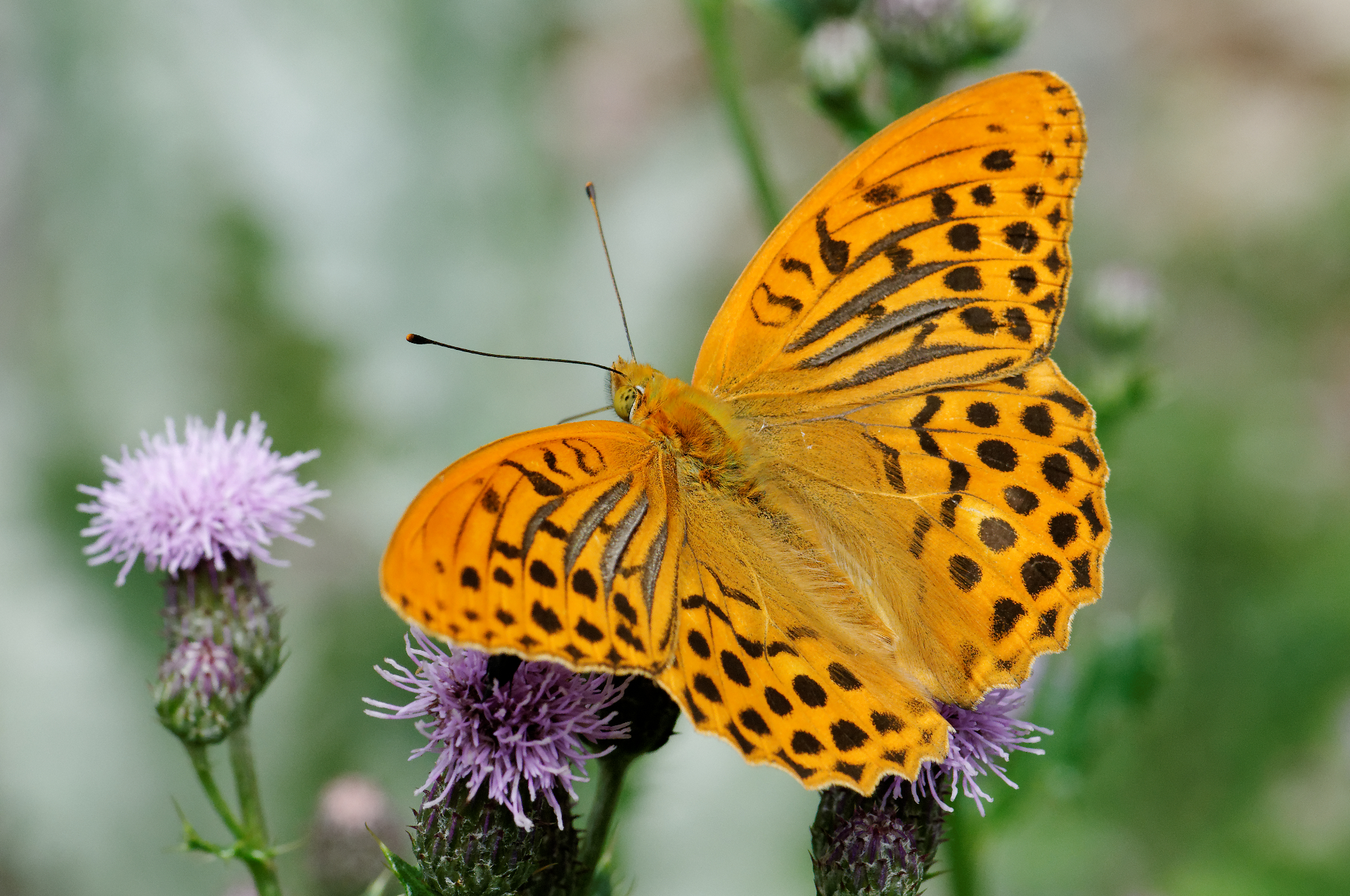
Le Tabac d'Espagne.
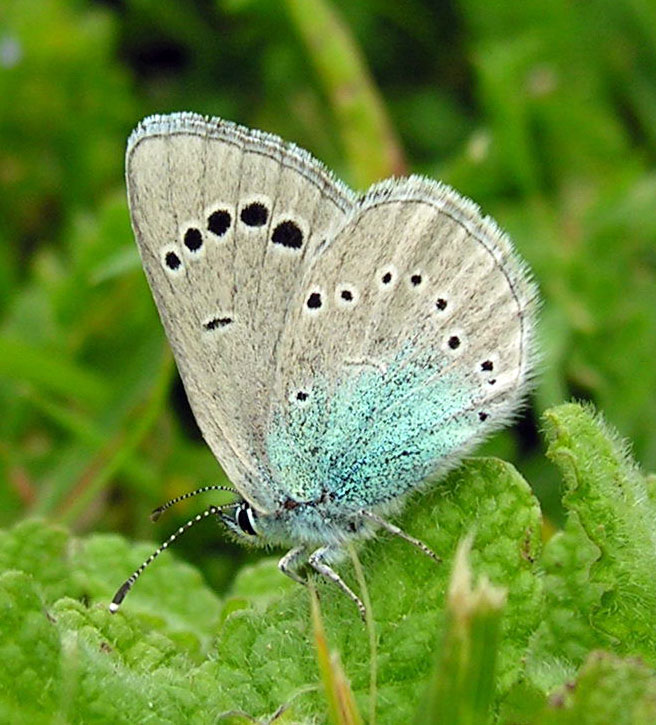
L'Azuré des cytises.
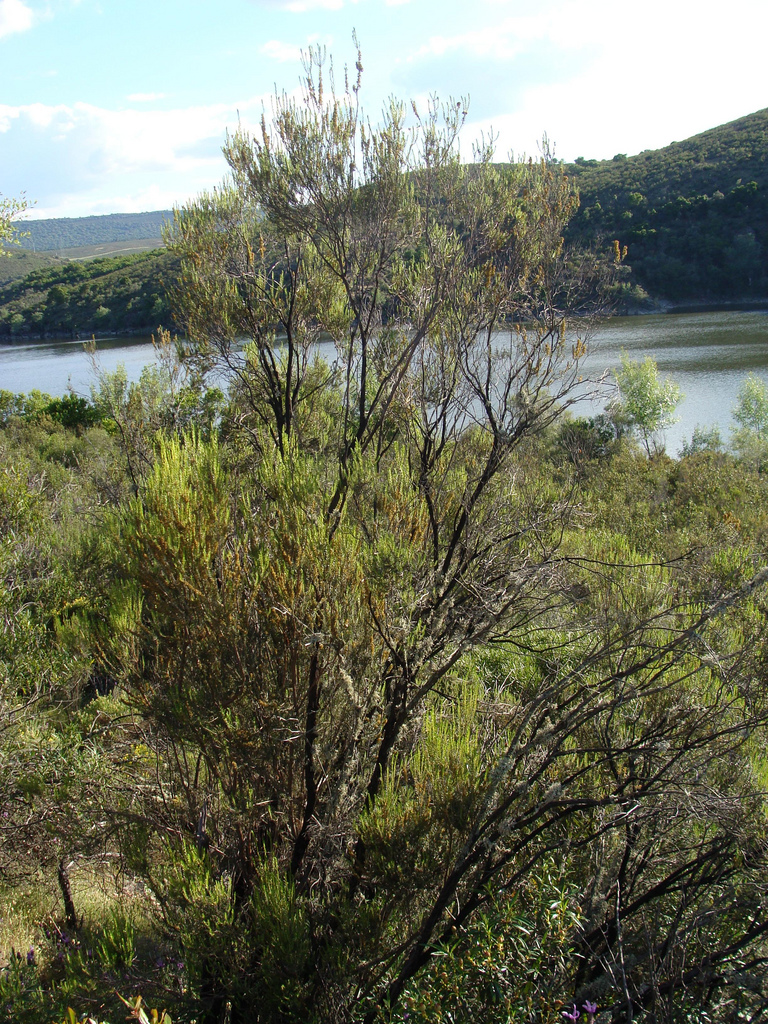
L'Erica scoparia.
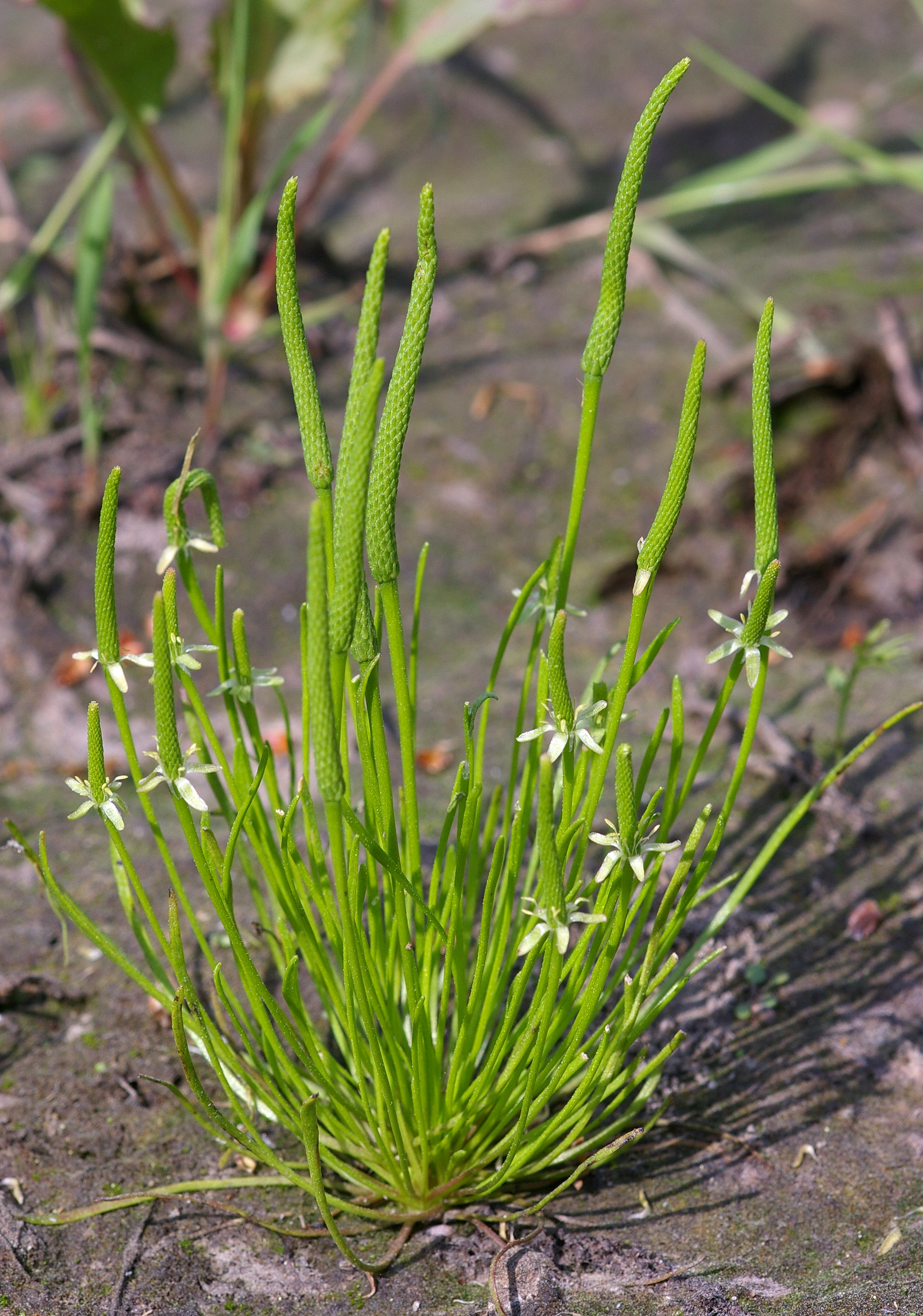
Le Myosurus minimus.
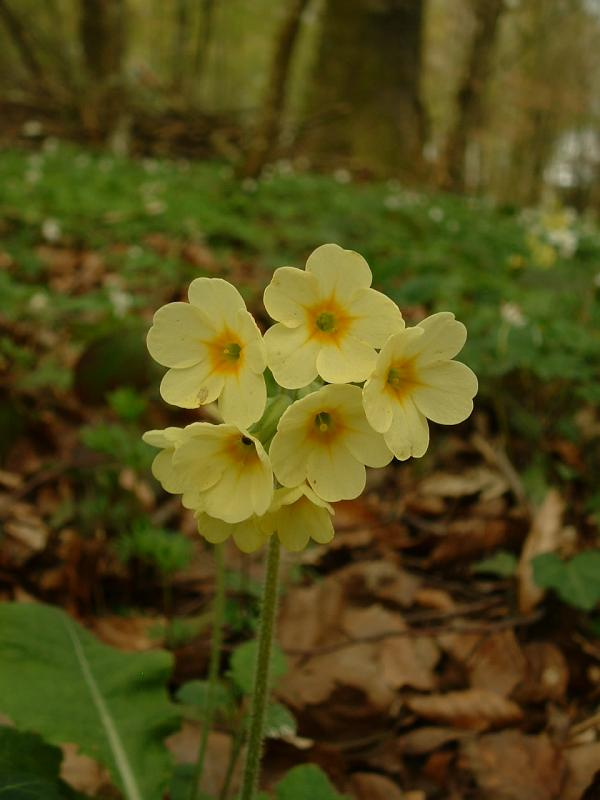
Le Primula elatior.
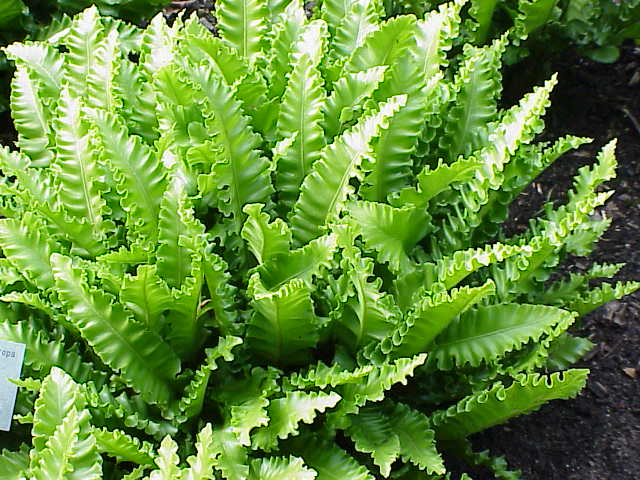
Le Scolopendre.
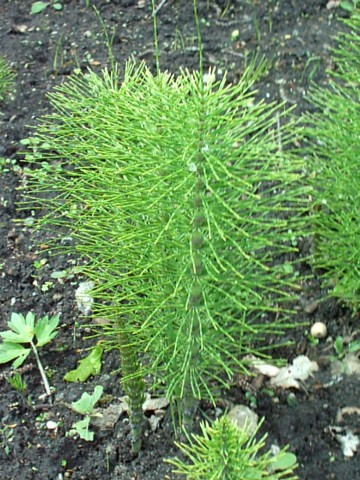
L'Equisetum telmateia.

### Personnalités liées à la commune
- Foulques Nerra

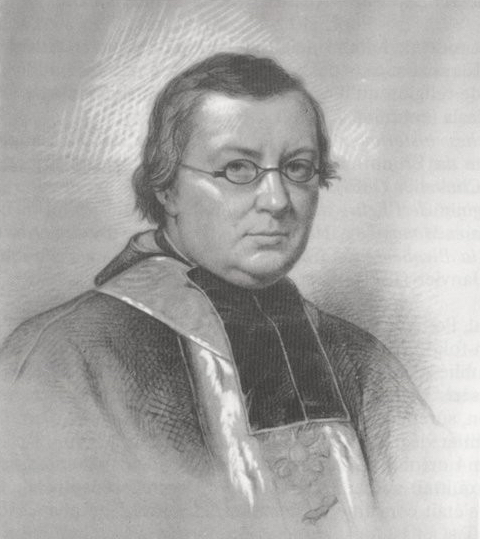
Gravure en portrait 3/4 de l'archéologue et chanoine Jean-Jacques Bourassé.

- Benoît de Sainte-Maure (XIIe siècle), poète, auteur du Roman de Troie et de l'Histoire des ducs de Normandie[148].
- Guillaume de Sainte-Maure (croisé)
- Guillaume de Sainte-Maure (chancelier)
- Anne de Rohan
- Étienne Huet-Laval (1757-?), homme politique né à Sainte-Maure-de-Touraine, député d'Indre-et-Loire.
- François Bienvenu (1758-1831), inventeur avec Claude Launoy de l'hélicoptère, né à Sainte-Maure-de-Touraine.
- Joseph Baudichon est né à Sainte-Maure le 12 septembre 1812 et mort à Tours le 11 juin 1882. Après avoir été ordonné prêtre 1838, il devient missionnaire aux Îles Marquises. En 1844, il est nommé évêque titulaire de Basilinopolis, et devient vicaire apostolique des Îles Marquises en 1848[149]. En 1849, Mgr Baudichon, revient en France, et y réintègre sa congrégation[150].
- Jean-Jacques Bourassé, né le 22 décembre 1813 à Sainte-Maure et mort le 12 octobre 1872 est un archéologue, entomologiste et historien. Il a été ordonné prêtre en 1838 et fut l'un des fondateurs de la Société archéologique de Touraine[151],[152],[153],[154].
- Éric Crosnier
- Ombeline Portal (2000) | Miss 15/17 Centre 2017 et Miss 15/17 National 2018
- Louis Martineau (1851-1926) pépiniériste, créateur du porte-greffe de vigne Riparia-Martineau
- Ernest Montrot (1895-1987), instituteur, historien de Saint-Maure, préhistorien
- Louis-Constant Renault-Gouin (1828-1891), fabricant de machines agricoles

### Patrimoine gastronomique

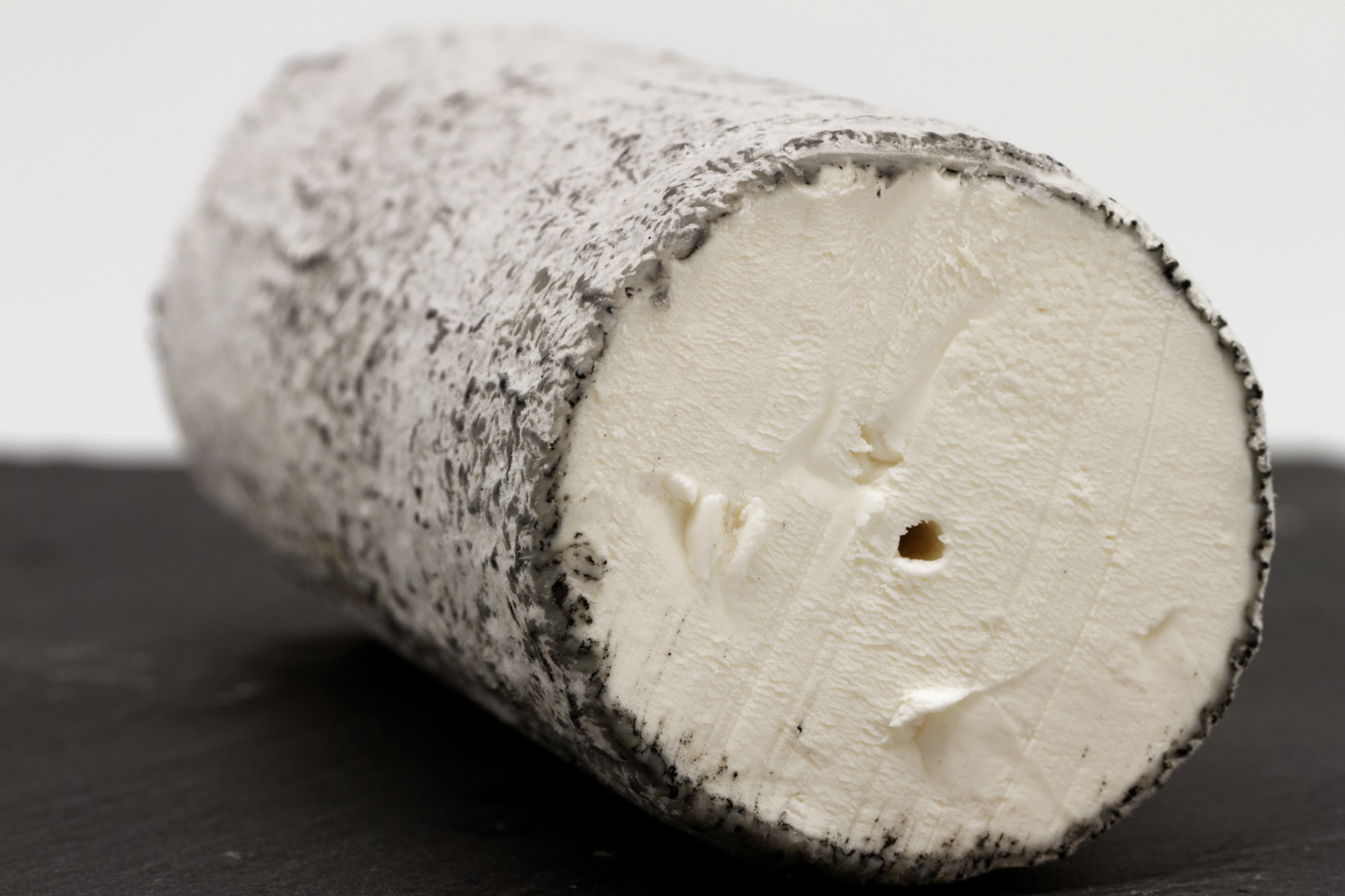
Le fromage de chèvre sainte-maure-de-touraine.

La commune est placée dans l'aire de production du touraine AOC et AOP, ce vin pouvant être décliné en blanc, rosé, rouge, mousseux blanc ou rosé et primeur rouge ou rosé. D'autres vins bénéficiant d'une appellation peuvent être produits sur le territoire communal, tels que le crémant de Loire blanc ou rosé, un vin de type effervescent et « léger » ; ou encore le rosé de Loire. En outre, Sainte-Maure fait partie de la zone géographique du val de Loire Allier, un vin portant le label IGP et décliné en blanc, gris, et primeur.
D'autre part, quatre spécialités bénéficiant d'un label, le sainte-maure-de-touraine, un fromage de chèvre à pâte molle et croûte naturelle, les rillettes de Tours, l'agneau du Poitou-Charentes et le bœuf du Maine composent, entre autres, l'assiette gastronomique locale.
Il existe également un gâteau inspiré du fromage, et en porte par ailleurs le même nom. Il est retrouvable dans certaines boulangerie de la commune. Il s'agit d'un gâteau roulé à la praline, entouré de pate d'amande verte. 

### Héraldique
| Blason de Sainte-Maure-de-Touraine | Les armes de Sainte-Maure-de-Touraine se blasonnent ainsi : Écartelé: au 1er de gueules à neuf macles accolées et aboutées d'or, ordonnées 3, 3 et 3, au 2e de gueules aux chaînes d'or, posées en croix, sautoir et orle, chargées en coeur d'une émeraude au naturel, au 3e d'azur à trois fleurs de lis d'or, au bâton componé d'argent et de gueules, brochant sur le tout, au 4e d'hermine plain; sur le tout, d'argent à la guivre d'azur, ondoyant en pal, couronnée d'or, à l'issant de gueules. |